# Catedral basílica de Nuestra Señora del Pilar (Zaragoza)
La Basílica o Santo Templo Metropolitano de Nuestra Señora del Pilar, habitualmente llamada «Basílica del Pilar» o «el Pilar», es una de las dos catedrales metropolitanas de la Archidiócesis de Zaragoza, junto con la Seo del Salvador, en la ciudad de Zaragoza (Aragón, España).
Según la tradición, se trata del primer templo mariano de la Cristiandad, puesto que en él se conserva y venera el pilar —en realidad, una columna de jaspe— que, según la tradición, fue puesto por la Virgen María quien, viviendo aún en Jerusalén, se habría aparecido en carne mortal al apóstol Santiago el día 2 de enero del año 40. Documentalmente no hay pruebas de lo consignado en la tradición, cuyos pormenores datan de 1297 —en una bula del papa Bonifacio VIII— y 1299 —una declaración de los Jurados de Zaragoza—, donde por primera vez se atestigua la advocación de «Santa María del Pilar», tras emprender en 1293 el obispo Hugo de Mataplana una rehabilitación del edificio que amenazaba ruina, gracias a las donaciones propiciadas por la mencionada bula papal.
La historia documentada del templo se remonta al siglo IX, cuando según la Historia del traslado de San Vicente de Aimoino, se atestigua la existencia (extramuros) de una iglesia mozárabe en Saraqusta dedicada a Santa María, en el mismo lugar en el que actualmente se encuentra la basílica barroca. En torno a este templo se articulaba una de las comunidades de cristianos de la ciudad.
Arquitectónicamente, la basílica se articula en tres naves, de igual altura, cubiertas con bóvedas de cañón, en las que se intercalan cúpulas y bóvedas de plato, que descansan sobre robustos pilares. El exterior es de ladrillo, siguiendo la tradición de construcción en ladrillo aragonesa, y el interior revocado en estuco. La nave central se halla dividida por la presencia del altar mayor bajo la cúpula central, con el gran retablo mayor de la Asunción, perteneciente a la iglesia anterior, realizado por el escultor Damián Forment en el siglo XVI. Bajo las otras dos cúpulas elípticas de la nave central, se dispuso la Santa Capilla de la Virgen del Pilar, y el coro y órgano, que también procedían de la iglesia gótica predecesora. Actualmente se encuentran desplazados al tramo de los pies del templo, para dotar de mayor espacio a los fieles que ocupan la nave desde el altar mayor.
El Pilar ostenta el rango de catedral o seo desde la Bula de Unión de 1676, compartiendo desde entonces la sede del arzobispo de Zaragoza con la vecina Seo del Salvador. En 1948, el papa Pío XII le concedió el título de Basílica menor.
La basílica del Pilar, junto con los santuarios de Torreciudad, Montserrat, Meritxell y Lourdes conforman la Ruta mariana, itinerario guiado por la espiritualidad y devoción mariana, poseedor de una gran riqueza patrimonial, gastronómica y natural. Es además desde 2007, uno de los 12 Tesoros de España.

## Historia
Según la leyenda cristiana María se habría aparecido en Zaragoza «en carne mortal» sobre una columna —llamada popularmente «el Pilar»— el 2 de enero del año 40. A partir de esta creencia, la tradición religiosa habla de la presencia de una capilla mandada construir por la Virgen para alojar la columna que dejó en testimonio de su venida, y que fue levantada por Santiago el Mayor y los siete primeros convertidos de la ciudad del Ebro.

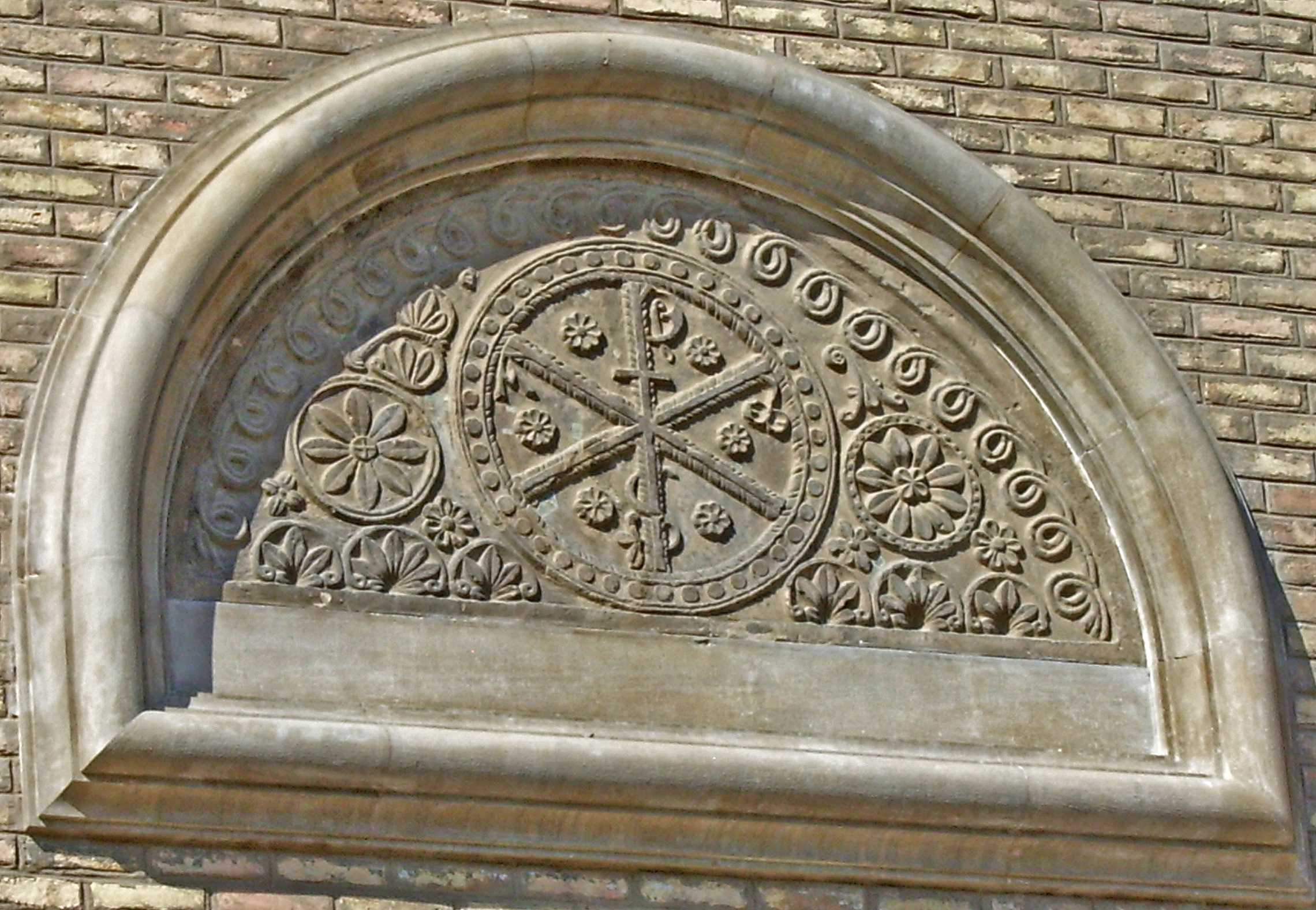
Tímpano de la iglesia románica

No hay constatación arqueológica ni documental de esta primera capilla, pero sí las hay de la existencia de una iglesia en Saraqusta, «madre de las iglesias de la ciudad», dedicada a Santa María Virgen en el siglo IX en el lugar donde actualmente se erige la Basílica, en torno al que se articulaba una de las comunidades de mozárabes de la ciudad, según transmite el monje franco de la abadía de Saint-Germain-des-Prés Aimoino.
Tras la conquista de Zaragoza por el rey Alfonso I de Aragón en 1118, el templo se encontraba en estado ruinoso, y el obispo Pedro de Librana hubo de acondicionar la iglesia para el culto cristiano.
Tiempo después, comenzó en ese mismo lugar la construcción una iglesia románica, cuyas obras no finalizaron hasta el siglo XIII. De esta época data la antigua capilla del Pilar, situada en el interior de una sala en un claustro anejo al templo principal. La capilla del Pilar está documentada por Diego de Espés en 1240 y era un recinto de culto independiente. Una bula del papa Bonifacio VIII de 1297 confirma que ya se veneraba el pilar —o columna— vinculado a la advocación de Santa María, uniéndose ambos cultos en el de Santa María del Pilar.
En 1293 la iglesia ya se encontraba muy deteriorada y poco más tarde se emprende la construcción de un nuevo edificio gótico-mudéjar, que se extendió hasta 1515, e incluía la realización del coro con su sillería labrada y el retablo del altar mayor, encargado a Damián Forment.
Del estado de ese templo nos da una idea un croquis de la planta que se halla en el Archivo del Pilar, una vista de Antonio van den Wyngaerde de 1563 y la Vista de Zaragoza de Juan Bautista Martínez del Mazo de 1647, así como una descripción notarial del acta del edificio levantada el 2 de octubre de 1668. La capilla antigua permaneció en pie hasta la reforma del templo del siglo XVIII.

### El templo barroco
En 1670 Juan José de Austria, por entonces Virrey de Aragón, promovió la construcción de un templo de estilo barroco de nueva fábrica, que es el que, fundamentalmente, existe en la actualidad. Fue diseñado a partir de varios proyectos, que encabezaron los maestros de obras zaragozanos Felipe Busiñac y Felipe Sánchez, y los continuó el prestigioso arquitecto real Francisco de Herrera el Mozo. Las obras dieron comienzo en 1681.
Tras la ampliación del templo culminada en 1730, la Basílica alcanzó las actuales dimensiones: 130 m de largo por 67 de ancho. Finalmente, en 1765, culminó la reforma con las aportaciones de Ventura Rodríguez, quien en 1750 había proyectado una nueva capilla de la Virgen por iniciativa de Fernando VI que comenzó a ejecutarse en 1754 una vez demolida la antigua.
Ventura Rodríguez también trató de reorganizar el templo. Entre sus planes estaba cambiar de lugar el retablo renacentista y el coro, creando una vasta nave central, que tendría por altar el gran altorrelieve de mármol que decora el muro del trasaltar de la Santa Capilla de Carlos Salas Viraseca. Finalmente no se llegó a hacer, pero sí que modificó el concepto decorativo del interior del templo, simplificando notablemente la decoración de los capiteles y los flameros de las columnas, dándole un aspecto más sobrio y acorde con el incipiente gusto neoclásico de la época.
También contribuyó a su aspecto bizantino actual el marqués de Peralada, quien dio la idea de dotar al santuario de su característica silueta de cúpulas y torres, que fueron erigidas en su mayor parte entre 1796 y 1872, año en que se consideró terminado el templo. Sin embargo las torres angulares que realzan el volumen exterior datan en su mayor parte del siglo XX, y no fueron concluidas hasta 1961.

Imágenes históricas
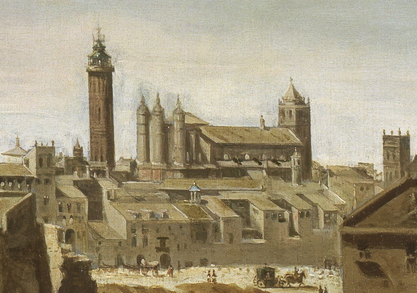
Iglesia mudéjar del Pilar en 1647, según detalle de la Vista de Zaragoza de Martínez del Mazo
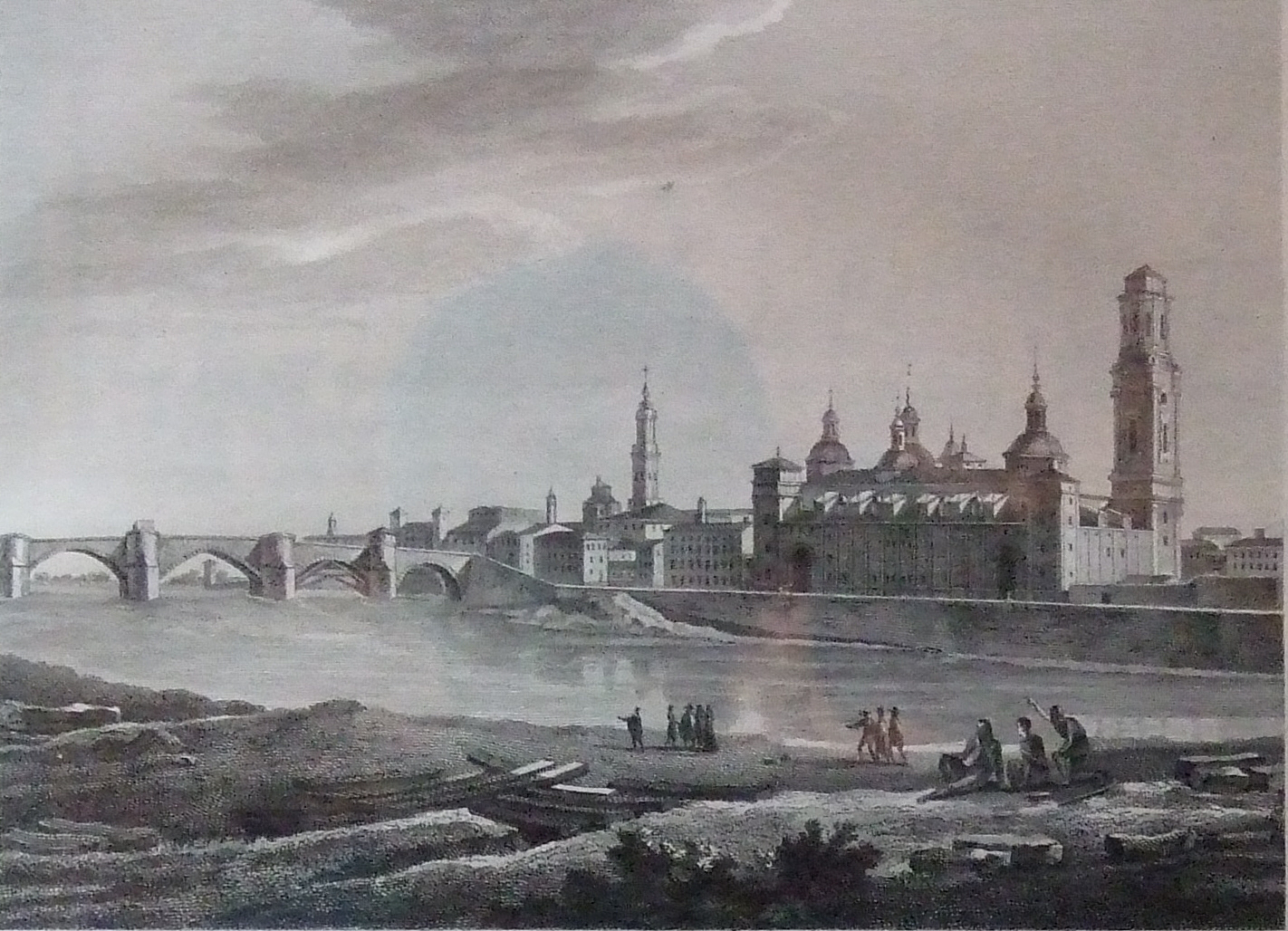
Basílica del Pilar en 1806. Grabado de Robert Daudet a partir de un dibujo de Louis François Léjeune.
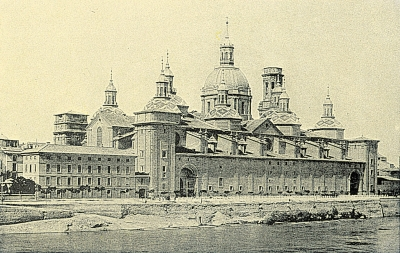
El Pilar en 1883 (Adriano Lombardo)
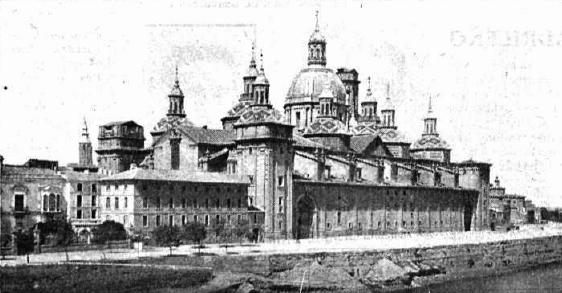
El Pilar en 1912 (las torres todavía no habían alcanzado la altura definitiva) (Mundo Gráfico, n.º 14 de 31 de enero de 1912)

## Exterior de la basílica

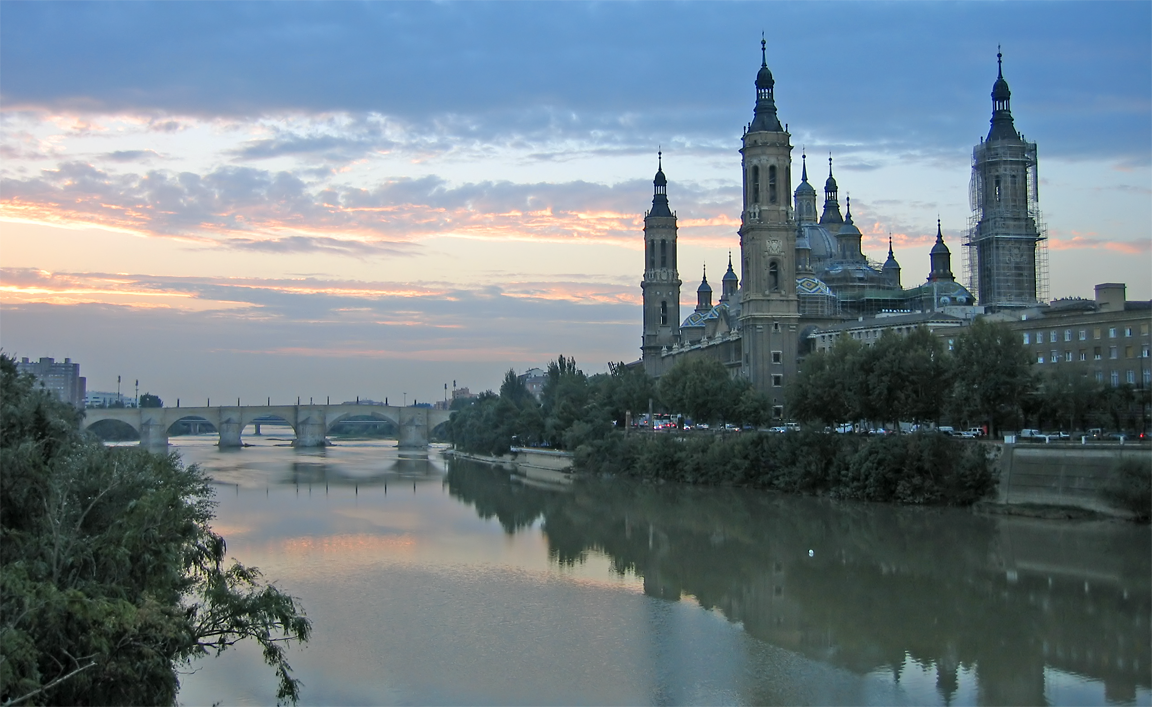
Vista del Pilar y el Ebro

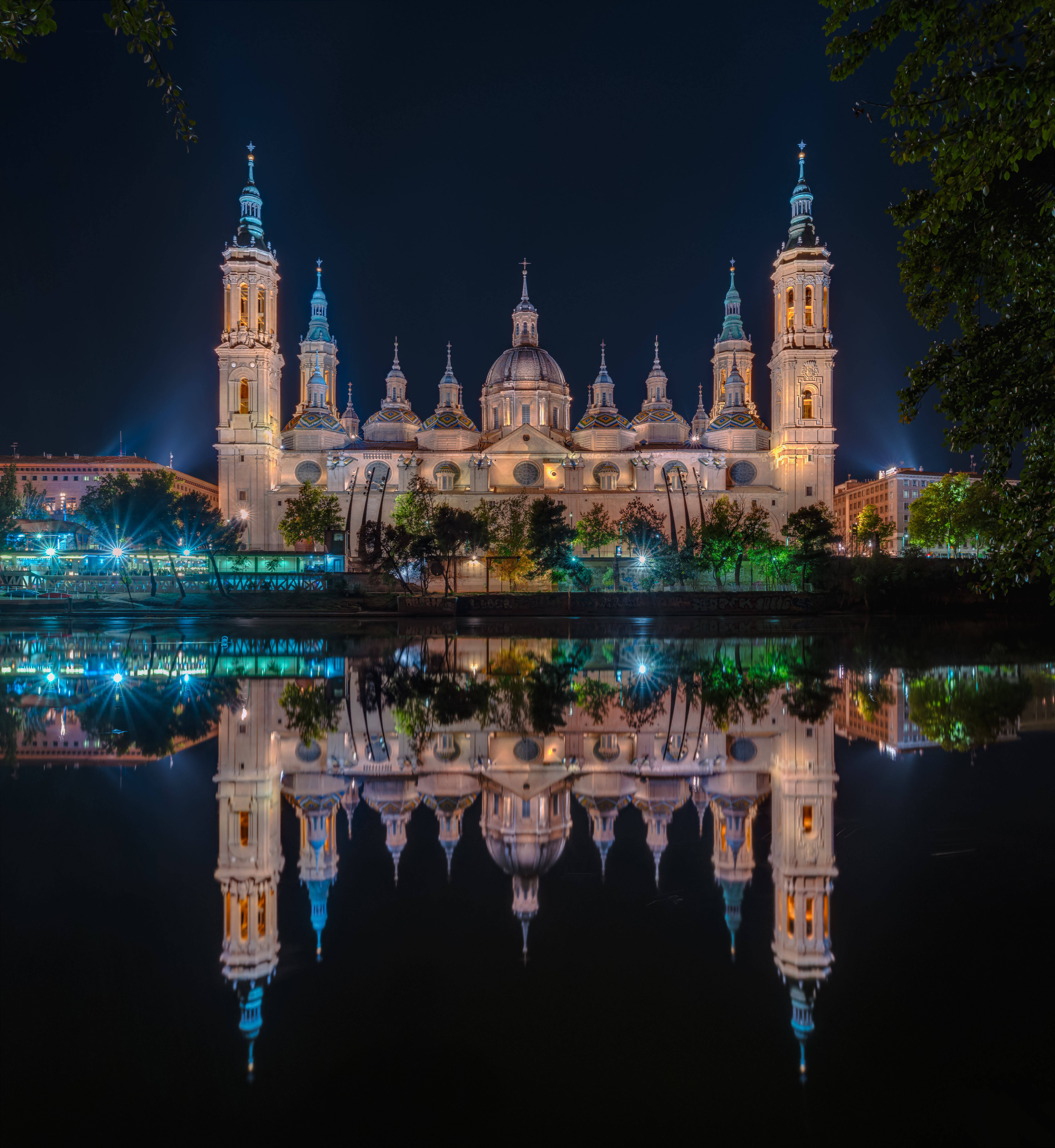
Vista nocturna del Pilar reflejada en el Ebro

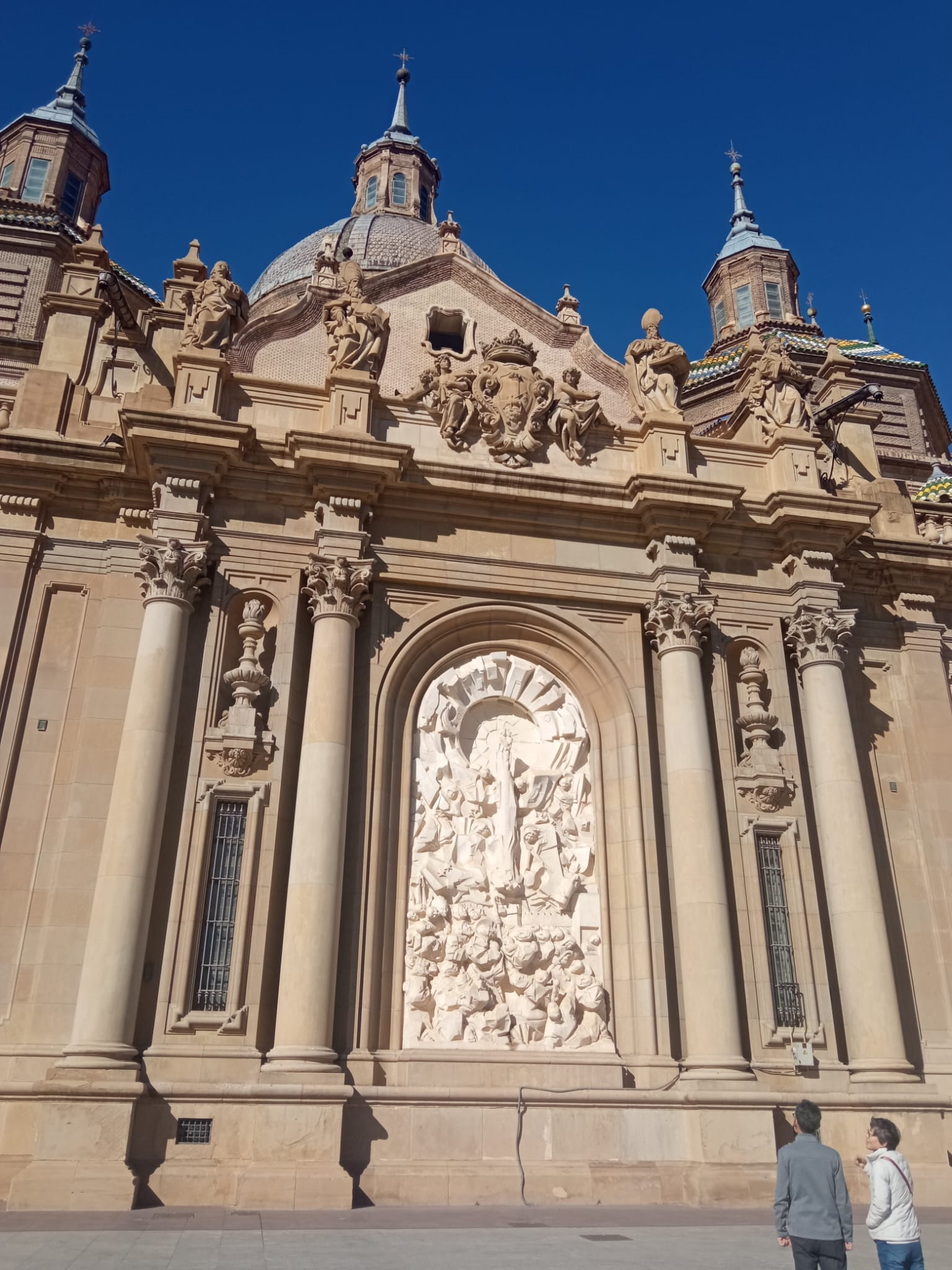
Detalle de la portada central de 1954 en la fachada sur.

El volumen exterior de la basílica del Pilar alcanza proporciones majestuosas. A lo largo de los siglos, y sobre todo desde la edificación barroca, el templo ha ido engrandeciendo su silueta con el alzado de cúpulas y de torres en sus ángulos.
Posee en la actualidad once cúpulas techadas con tejas vidriadas de colores verdes, amarillos, azules y blancos. Una central, en la confluencia entre la nave y el tramo centrales de la iglesia —que consta de tres naves y siete tramos—; dos más pequeñas situadas a ambos lados, en los tramos segundo y sexto, sobre la Santa Capilla y el Coro Mayor; y cuatro menores rodeando en los ángulos a estas dos cúpulas medianas, sobre los tramos primero, tercero, quinto y séptimo de ambas naves laterales. Además, entre los contrafuertes se cierran capillas rematadas con linternas. Las torres, alzadas en su mayor parte en el siglo XX gracias al proyecto realizado por el arquitecto Miguel Ángel Navarro Pérez, alcanzan los noventa y ocho metros de altura.

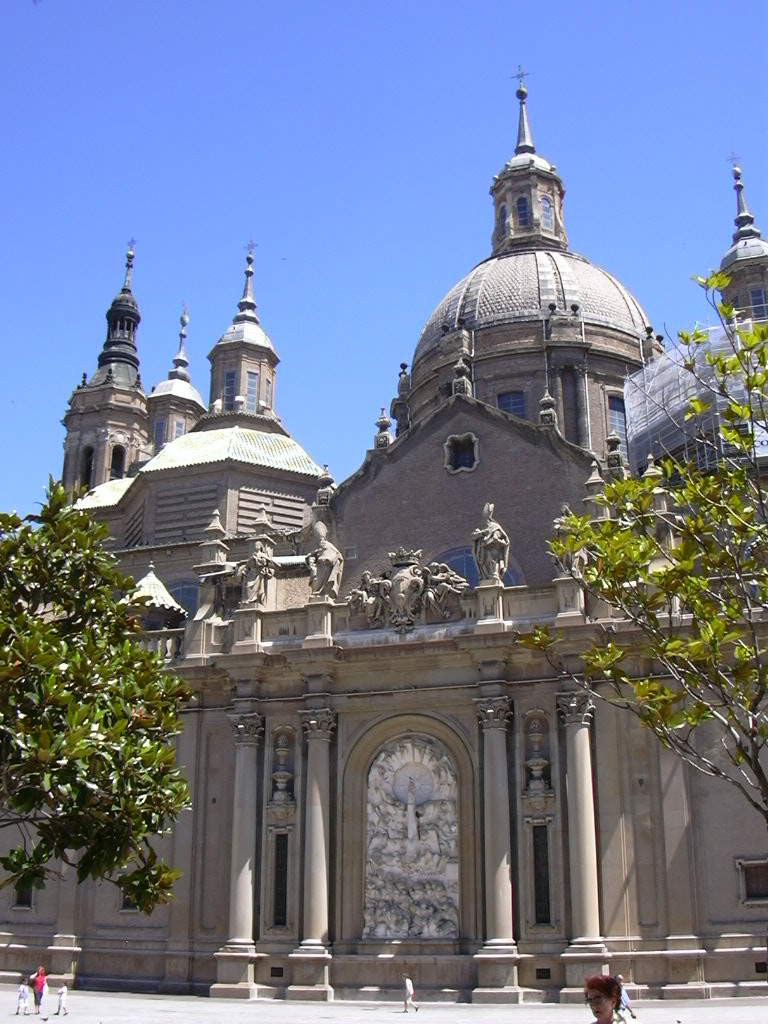
Portada central de la fachada sur

En 1944 se convocó una limosna popular para reformar la fachada sur, vertiente a la plaza. El proyecto de Teodoro Ríos se ejecutó entre 1945 y 1950 y consistió en enmarcar con pórticos de frontones triangulares sobre columnas corintias las dos entradas principales de los extremos del templo. Asimismo, se añadieron pilastras adosadas que rompían la monotonía del muro para crear una serie de tramos, a la vez que se situaba, en el centro, coincidiendo con la cúpula mayor, otro pórtico formado por un nicho con una escultura de la Venida de la Virgen de Pablo Serrano (1969) en coincidencia con el piñón de la nave del crucero o tramo central, flanqueado por dobles columnas entre las que se situaron nichos con flameros.
Sobre toda la fachada, dispuso un cornisamiento moldurado de gran resalte y rematando este ático, una rotunda balaustrada que incorpora estatuas de santos de la región debidos a Félix Burriel —San Vicente de Paúl— y a Antonio Torres Clavero —San Vicente, Santiago, Santa Isabel de Portugal, San Braulio, San Valero, Santa Engracia y San José de Calasanz.
En el muro más cercano a la puerta del extremo oriental, la que queda más cercana a la Santa Capilla se insertó el tímpano románico, único resto que queda de la iglesia altomedieval.

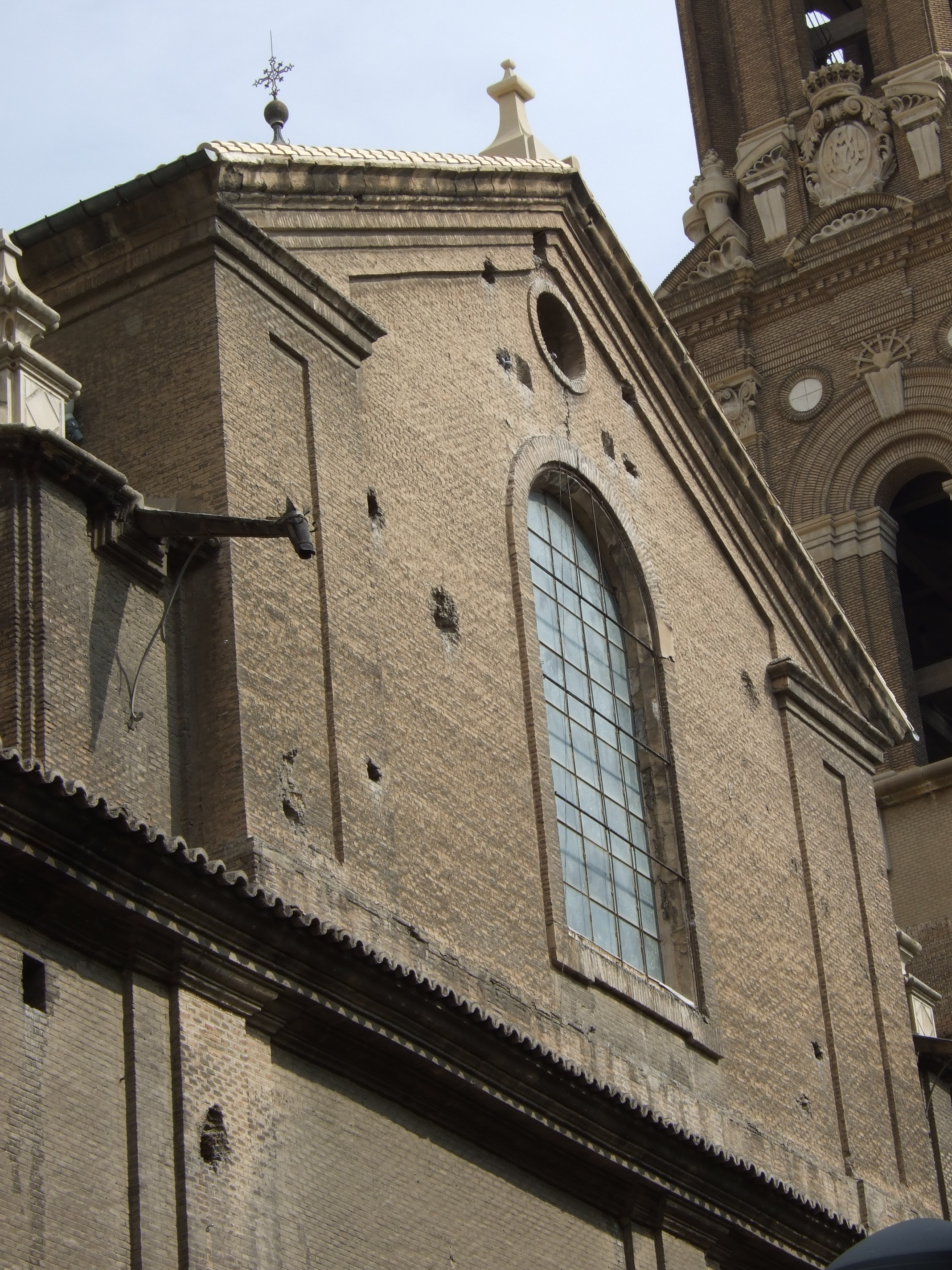
Fachada este de la Basílica del Pilar con impactos de las bombas lanzadas por las tropas francesas durante los Sitios

A día de hoy, en la fachada exterior norte y este, de la Basílica del Pilar se pueden observar las marcas producidas por las bombas lanzadas por los franceses durante los dos asedios que sometieron a la ciudad de Zaragoza en los años 1808 y 1809

## Interior de la basílica

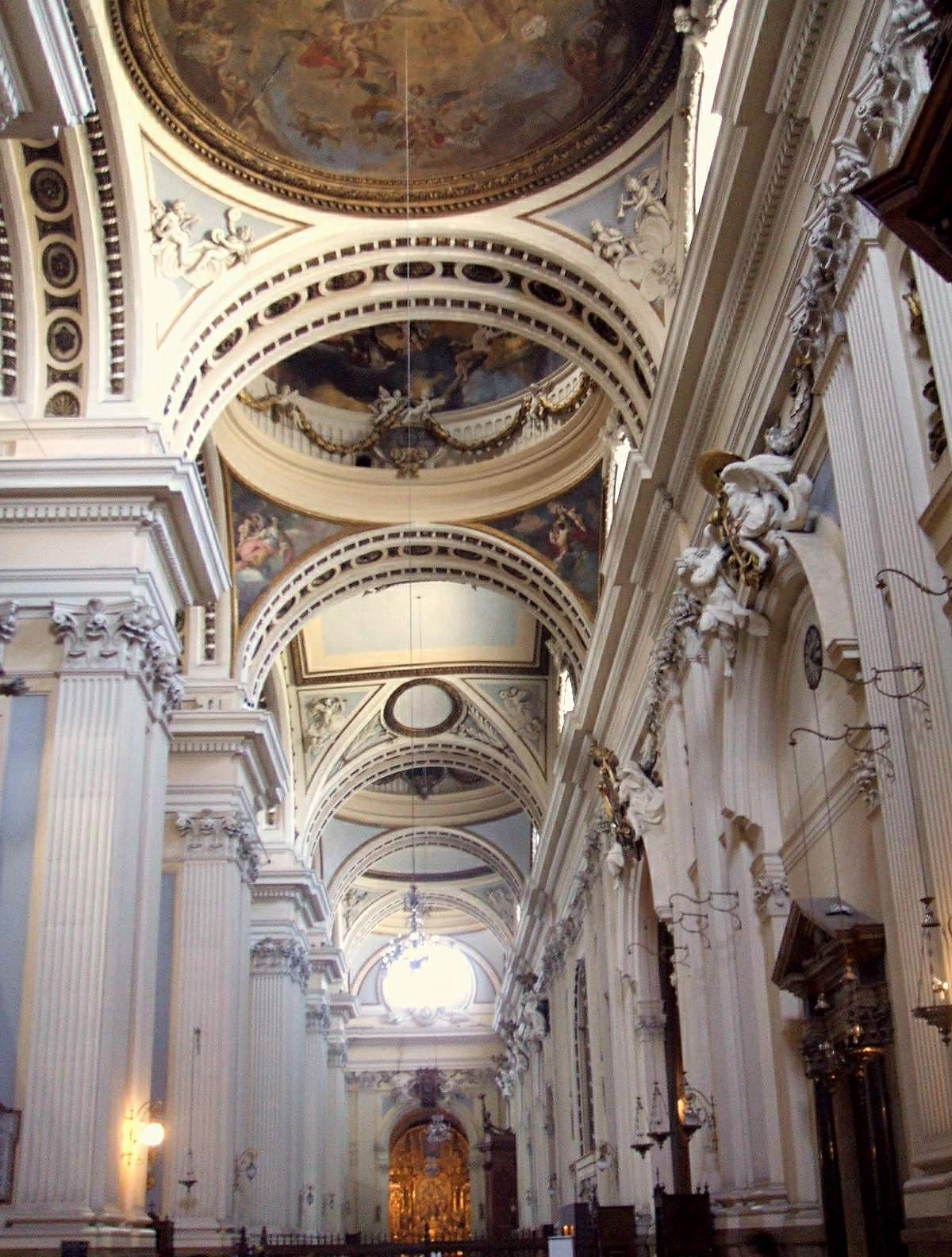
Aspecto de la nave de la Epístola o meridional

- Planta de la basílica.

La disposición interior de la basílica del Pilar se articula en tres naves —la central más ancha— y siete tramos, que descansan sobre gruesos pilares decorados con pilastras adosadas clasicistas. Sobre ellos hay unos sobrios entablamentos que soportan cúpulas sobre pechinas y bóvedas rebajadas. En los muros se abren capillas laterales cubiertas con cúpulas con linterna o bóvedas. Los intradoses de los arcos de medio punto, cuellos de bóvedas y cúpulas fueron decorados en 1871 por el escultor Manuel Miguel Gálvez con guirnaldas y putti.
Siguiendo un recorrido según las agujas del reloj, desde la llamada puerta baja (la más cercana a la Virgen, en el extremo este de la fachada sur), se encuentra la capilla de Santa Ana y la de San José. A continuación, en el centro de la nave lateral sur, se abre la sacristía mayor. Seguidamente la capilla de San Antonio y la de San Braulio hasta llegar a la entrada de la puerta alta. En el tramo oeste, en el trascoro, se encuentran cuatro pequeñas capillitas, a ambos lados del coro, entre las que destacan las del Ecce Homo (con un cuadro atribuido a Roland de Mois o a Pablo Scheppers), y la de la Buena Esperanza. En el lado de los pies de la catedral se abren otras dos capillas: del Rosario y de San Agustín (llamada también parroquia del Pilar, donde se celebran oficios religiosos cotidianos) y entre ellas se sitúa la sala capitular.
En el lado norte y desde la puerta alta del norte, que da a la ribera del Ebro, hay otras tres capillas: San Pedro Arbués, San Lorenzo y San Joaquín y la sacristía de la Virgen, dejando en el centro el espacio que ocupa el Museo Pilarista. Por último, en el lado este, frente a la Santa Capilla, está el Coreto de la Virgen y a ambos lados dos capillas: al norte la de Santiago y al sur la de San Juan, ya en la puerta baja de entrada del lado de la plaza mencionada al comienzo de este recorrido, que es la que mayor afluencia de público recibe.
El Museo Pilarista guarda un sinfín de objetos de orfebrería litúrgica, pero destaca sobre todo el llamado joyero de la Virgen, en el que se presentan coronas, diademas, resplandores, etc. de piedras preciosas, y la colección de más de 350 mantos de la Virgen.
En la basílica del Pilar están enterrados la mayoría de los arzobispos zaragozanos de la Edad Moderna, así como también reposan los cuerpos de san Braulio y del duque de Zaragoza, el general Palafox, entre otros.
Como curiosidad hay que hablar de las bombas que se lanzaron sobre la basílica en la Guerra Civil. En la madrugada del tres de agosto de 1936 un bombardero Fokker F-VII del ejército republicano español, volando a baja altura, lanzó cuatro bombas sobre la ciudad; una de ellas cayó en las calles de Zaragoza, fuera del templo; otra cayó en la misma plaza del Pilar, frente a la calle Alfonso,-«marcando una cruz en el suelo y levantando cinco adoquines»- relataba la prensa de los rebeldes al día siguiente; otra atravesó el techo del templo y la última cayó en el mismo marco dorado del mural de Goya en el Coreto. Ninguna de las bombas estalló, pero el fuerte impacto las destrozó, derramando el explosivo por el fondo de la bóveda. Hoy se exhiben y conservan dos de estos proyectiles en uno de los pilares cercanos a la Santa Capilla.
Este hecho se atribuyó, en el bando sublevado y entre la población zaragozana, a un milagro de la Virgen. Sin embargo, el suceso no se puede considerar como excepcional, debido a que las bombas utilizadas, como gran parte del armamento de que disponían ambos bandos al inicio de la guerra, era anticuado y estaba fuera de uso; por otro lado, menudeaban los actos de sabotaje entre los servidores de la Marina y la Aviación republicanas (las bombas, según un informe del Director del Parque de Artillería de Zaragoza, estaban mal montadas) y, por si era poco, las bombas estaban diseñadas para explotar sólo si se lanzaban por encima de los 500 metros, y no desde 150 como lo hizo el inexperto (o quizás, según algunos, poco inclinado al bombardeo del templo) aviador.
También cabe destacar la presencia de las banderas de España e Hispanoamérica, por ser la Virgen del Pilar la patrona de la Hispanidad.

### Pinturas al fresco
Están pintadas todas las cúpulas que rodean y coronan la Santa Capilla. Antonio González Velázquez pintó en 1753 la cúpula elíptica sobre la capilla de la Virgen y las restantes los hermanos Ramón y Francisco Bayeu y Francisco de Goya, que decoró la que lleva el nombre de Regina Martirum ('Reina de los Mártires') y la bóveda del Coreto. También recibieron ornamentación pictórica la cúpula mayor, la que cubre el órgano y Coro Mayor, y la cúpula elíptica de la nave central de delante del Coro. Los bocetos de muchas de estas obras se guardan en el museo de la catedral.
- Plano de situación de las pinturas de las cúpulas del entorno de la Santa Capilla.

#### Pinturas de las cúpulas del entorno de la Santa Capilla (sigloXVIII)

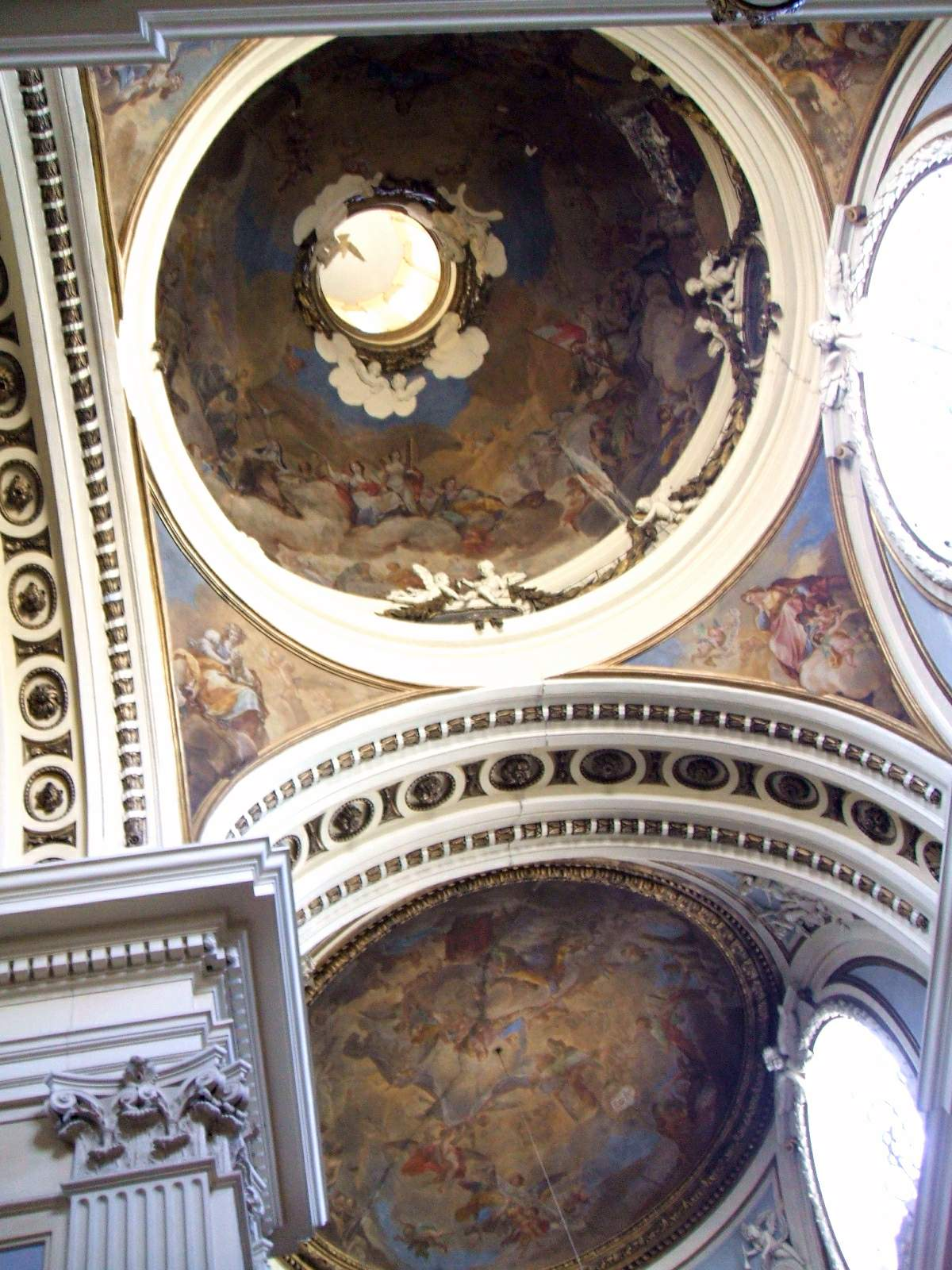
Cúpula Regina Martirum (1781), por Francisco de Goya

En 1752, mientras se comenzaba a edificar la Santa Capilla, Ventura Rodríguez propuso que decorara la cúpula elíptica de este espacio el joven Antonio González Velázquez, que se encontraba en Roma estudiando con Corrado Giaquinto. Tras diseñar los bocetos preparativos con la colaboración de su maestro el pintor italiano, comenzó la ejecución del fresco con el tema La construcción de la Santa Capilla y la Venida de la Virgen del Pilar en la media naranja, a lo que sumó la decoración de las pechinas con la representación de Cuatro mujeres fuertes de la Biblia. La ornamentación pictórica fue inaugurada en 1753. En ella González Velázquez mostró su perfección académica en el dibujo y su fluido uso del cromatismo rococó.
No fue hasta 1772 que se continuó la decoración al fresco, con el encargo que entonces se hizo a un joven Francisco de Goya de la bóveda del coreto de la Virgen, donde representó la Adoración del Nombre de Dios. Desde esos años, el cabildo catedralicio había encargado a Francisco Bayeu, por entonces pintor de la Corte, el resto de las cúpulas y bóvedas que rodeaban a la Santa Capilla. Comenzó pintando la bóveda situada en el tramo de delante de la capilla de la Virgen, con el tema Regina Sanctorum Omnium ('Reina de todos los Santos'), y continuó con la bóveda situada detrás, la dedicada a la reina de los ángeles, Regina Angelorum. A partir de 1780 Francisco Bayeu contó con su hermano Ramón y su cuñado Francisco para finalizar la corona de la ornamentación de la Virgen. Goya se encargó de la cúpula situada frente a la capilla de San Joaquín con la letanía Regina Martirum. Sin embargo, al cabildo no le agradó su técnica suelta y su dibujo poco académico, por lo que, tras pintar con mayor adecuación clasicista las pechinas después de haberle sido rechazados los primeros borradores para estas, dejó el proyecto muy dolido con el cabildo y enemistado con su cuñado Francisco. Ramón Bayeu pintó otras tres cúpulas con los asuntos Regina Virginum, Regina Patriarcharum y Regina Confessorum.

#### Cúpulas central y de los pies del templo (siglosXIXyXX)
Tras la catástrofe de la guerra de la Independencia hubo que esperar a la segunda mitad del siglo XIX para continuar con el programa decorativo. En 1872 se concluyeron las pinturas de los gajos de la cúpula mayor, en la que, según el proyecto de Bernardino Montañés, colaboraron los más importantes pintores aragoneses de su tiempo. Montañés pintó una Coronación de la Virgen; Marcelino de Unceta los Mártires aragoneses y los Santos Obispos de la región; Francisco Lana, Santiago y los convertidos; Mariano Pescador, Santos Confesores de Aragón y los Innumerables mártires de Zaragoza; León Abadías, Santas aragonesas y Primeros Santos del Nuevo Testamento. Estos dos últimos pintaron también las pechinas con los cuatro evangelistas.
Finalmente, en 1941, Ramón Stolz pinta la bóveda sobre el Coro Mayor con la Alegoría de la música glorificando a Dios y en 1955, la cúpula elíptica inmediata con una Alegoría del Rosario. También pintó dos frescos en los muros del tramo central. El situado al costado de la Sacristía Mayor representa el Milagro de Calanda y el del frente, junto al Museo del Pilar, La rendición de Granada.

### La Santa Capilla del Pilar

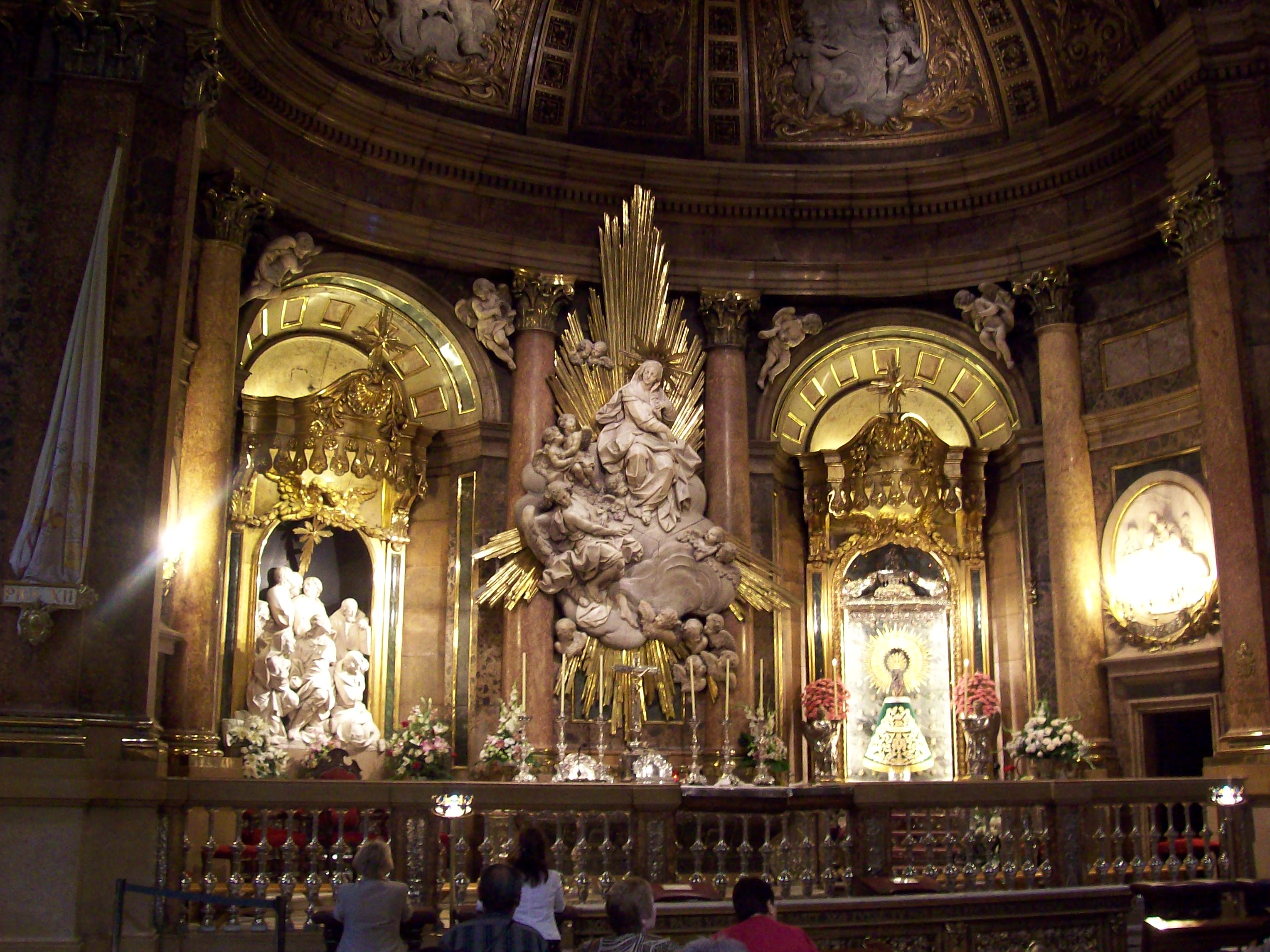
Santa Capilla de la Virgen

La Capilla de Nuestra Señora del Pilar es una construcción independiente dentro del conjunto de naves de la Catedral. Constituye un espacio, amplio e íntimo a la vez, integrado en el templo pero con escala particular. Está realizado en estilo barroco clasicista, con cúpulas recortadas, rompimientos de gloria, entablamentos curvados, y numerosas esculturas y medallones de mármol.
La capilla, construida a partir de un diseño de Ventura Rodríguez entre 1750 y 1765 como joyel que realzara la imagen de la Virgen, supuso una de las obras maestras de la arquitectura barroca española. En ella, con materiales de gran nobleza, se da una completa integración de la escultura y la arquitectura. Dirigió las obras José Ramírez de Arellano —artífice también de los grupos escultóricos del interior—, ya que Ventura Rodríguez solo estuvo en El Pilar en dos ocasiones y delegó la responsabilidad de la ejecución a partir de 1754 en Ramírez de Arellano.
El espacio está concebido como un baldaquino dentro del templo y está situado bajo el segundo tramo de la nave central. La planta es curvilínea de cruz griega de remates redondeados en planta, cubierta por una cúpula central elíptica, sobre un entablamento que discurre sinuoso en una línea de cuatro lóbulos. La cubierta se perfora en transparentes que dejan pasar la luz y se adorna todo el conjunto con esculturas exentas en las cornisas y grupos escultóricos en relieve según un programa que incluye la necesidad de realzar la camarilla de la Virgen, situada fuera del eje a la derecha del espectador. Los juegos de curvas y volúmenes están en deuda con la obra de Bernini y Borromini, con la arquitectura bizantina, el rococó y el neoclasicismo.

#### La Virgen del Pilar
La talla de la Virgen en madera dorada mide treinta y seis centímetros de altura y descansa sobre una columna de jaspe, resguardada esta por un forro de bronce y plata y cubierta por un manto hasta los pies de la imagen, a excepción de los días dos, doce y veinte de cada mes en que aparece la columna visible en toda su superficie. En la fachada posterior de la capilla se abre el humilladero, donde los fieles pueden venerar a la Santa Columna a través de un óculo abierto al jaspe.
Se trata de una escultura de estilo gótico tardío franco-borgoñón de hacia 1435 atribuida a Juan de la Huerta, imaginero de Daroca. En cuanto a su iconografía, se observa a María coronada y con túnica y manto, que recoge con su mano derecha, contemplando a Jesús Niño que agarra el manto de su madre con la mano derecha y un pájaro con la izquierda. El rostro de la Virgen posee ternura y el Niño puede haber sido objeto de una restauración poco cuidadosa.
Probablemente fue una imagen donada por Dalmacio de Mur con el mecenazgo de Blanca de Navarra, mujer de Juan II de Aragón, a raíz de la curación de una enfermedad que aquejó a la reina por entonces.

### Retablo del altar mayor

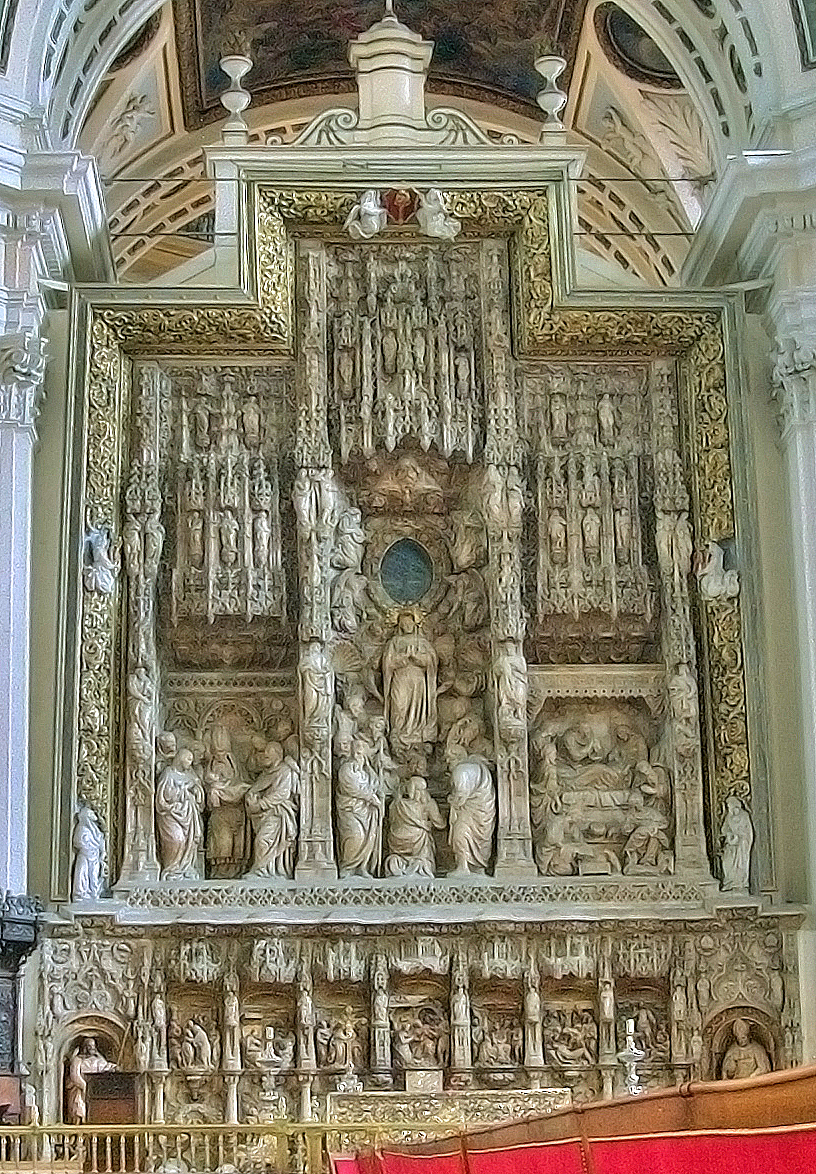
Retablo de la Asunción. Damián Forment, 1509-1518

El retablo del altar mayor fue realizado en alabastro policromado, con guardapolvo de madera, por Damián Forment entre 1515 y 1518 y está dedicado a la Asunción de la Virgen. El estilo de la arquitectura del retablo es gótico final, si bien las escenas figurativas muestran características plenamente renacentistas.
En 1509 el cabildo metropolitano contrató a Damián Forment el banco o predela del retablo del altar mayor que ocuparía la cabecera de la colegiata de Santa María, con la exigencia de que fuera «tan bueno y mejor que el Asseu» (que el de La Seo). En 1511, casi acabado el banco, contrataría también el resto del retablo, con tres escenas monumentales en sus calles: la Asunción en el centro, el Natalicio de la Virgen a su derecha y la Presentación de María en el templo a su izquierda. Finalmente, en 1515, Forment delega los trabajos del resto de la decoración arquitectónica en maestros contratados para su taller. El retablo acabó de asentarse en 1518.
En la predela están dispuestas siete escenas de izquierda a derecha: Encuentro de San Joaquín y Santa Ana en la puerta dorada, Anunciación, Visitación, Adoración de los pastores, Adoración de los reyes magos, Piedad y Resurrección, separadas por columnas con doseletes góticos que acogen estatuas de santos y apóstoles. Es la zona del retablo donde Forment se muestra más avanzado, pues en los marcos de las escenas y sus arquitecturas y ornamentos, aparece decoración propia del renacimiento, como putti, cartelas o balaustres. Lo completan sendas estatuas de Santiago el Mayor y Braulio de Zaragoza situadas en hornacinas a los flancos. Asimismo, en el sotabanco aparecen escudos heráldicos sostenidos por angelotes y medallones. Las escenas del banco aún conservan restos de la policromía original, aunque en las calles principales prácticamente ha desaparecido.

### Coro

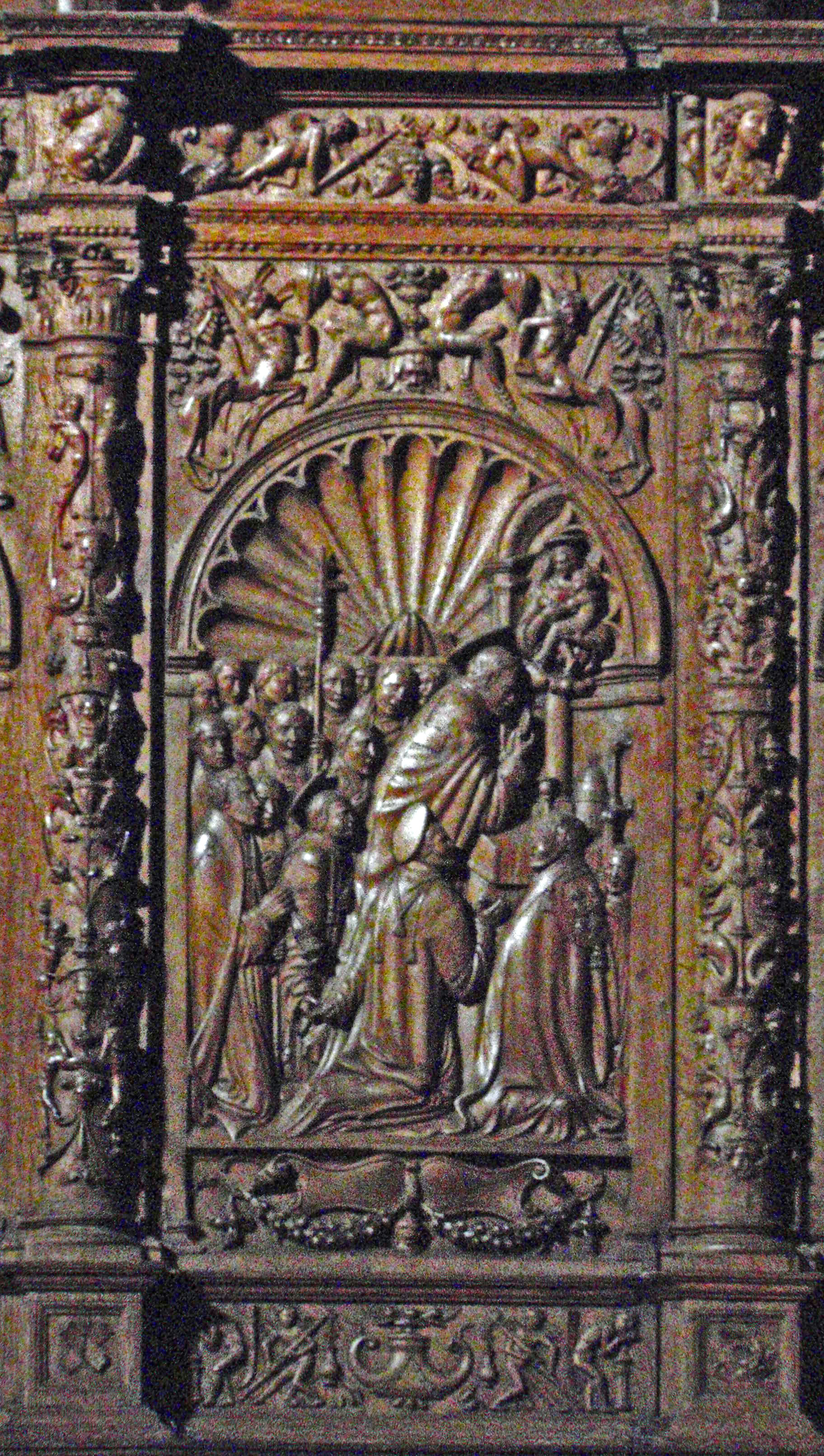
Relieve de un respaldo de la sillería del coro

Frontero al altar mayor, en el tramo más occidental de la Basílica, se encuentra un coro renacentista de notable calidad tallado en madera de roble de Flandes que conforma un conjunto con sillería rematada por una alta cornisa y misericordia, órgano y reja.
Fue labrado por Esteban de Obray, Juan de Moreto y Nicolás Lobato entre 1542 y 1548. Se trata de una sillería de tres hileras de sitiales superpuestos en forma de grada y dispuestos en planta ultrasemicircular. En la parte inferior de los asientos hay trabajos de taracea con inscrustaciones de boj amarillo. En un principio los sitiales fueron 138, pero en nuestros días quedan 124; algunos se reutilizaron ubicándolos en los laterales del presbiterio del altar mayor.
El programa iconográfico de mediorrelieves de los respaldos es una de las obras importantes en este ámbito del renacimiento español. Los lugares presidenciales figuran escenas cuyo asunto es la venida de la Virgen y la construcción de la Santa Capilla por Santiago y los convertidos. El resto se destina a representar pasajes de la vida de María y de la pasión de Cristo.
El órgano mayor de la catedral, cuya caja fue descrita por Juan Bautista Labaña en 1610 como de «extremada escultura», se conservó en su aspecto original hasta 1940. Fue realizado por Juan de Moreto y Esteban Ropic en 1529 en estilo plateresco. A mediados del siglo XX fue ampliado, para poder interpretar todo el repertorio clásico y romántico, aumentando su registro y ensanchando su caja, cuyas partes nuevas se decoraron imitando el estilo de la labra original.
La verja, manierista, fue obra del buidador Juan Tomás Celma llevada a cabo entre 1573 y 1578. El basamento marmóreo se debe a Guillermo Salbán.

### Coreto, sacristías y otras capillas
En todo el perímetro de la Basílica del pilar, en el espacio que queda entre los contrafuertes, están dispuestas varias capillas particulares además de otros espacio de uso del cabildo. A partir del Coreto de la Virgen, frontero a la Santa Capilla, se sigue un recorrido conforme al sentido de las agujas del reloj.

#### Coreto

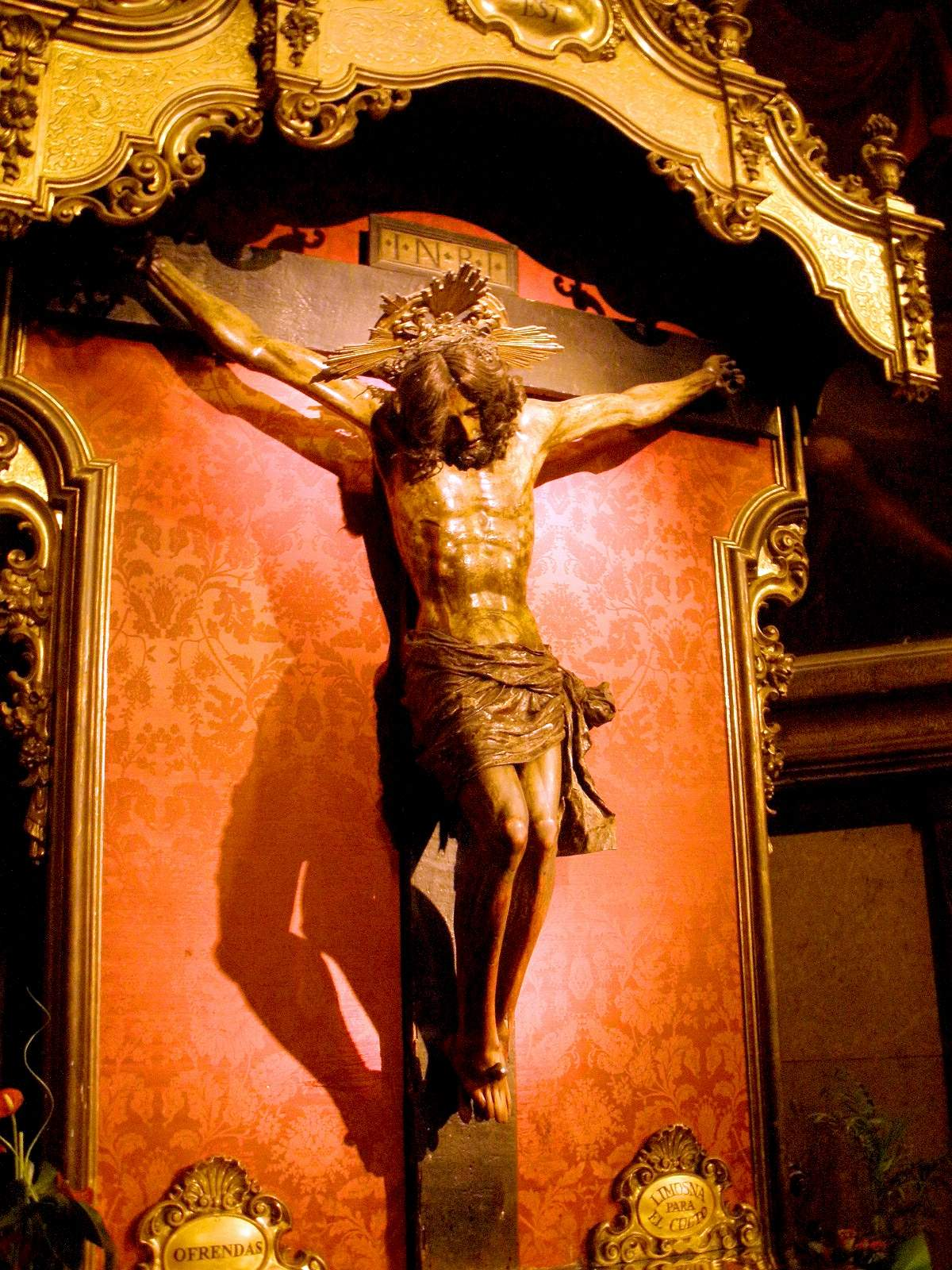
Santo Cristo del Pilar, en la Capilla de San Juan Bautista

En el espacio central del lado este, el de la cabecera del templo, se encuentra el Coreto de la Virgen, enfrentado a la Santa Capilla. Fue edificado por Julián de Yarza y Lafuente en 1764 a partir del plan de Ventura Rodríguez. Contiene una sillería de sesenta y ocho asientos en dos alturas, de los que cuarenta y uno se encuentran en la fila superior. Es labra de José Ramírez de Arellano de 1768. Se completa el conjunto con un órgano de 1720 de Bartolomé Sánchez, cuya caja se decora en 1770 con putti del taller de Carlos Salas Viraseca, que se encargó también de los adornos de estuco de los muros. La bóveda elíptica rebajada recibió en 1772 el fresco de Goya mencionado, La adoración del nombre de Dios. Cierra el coreto una verja de jaspe y bronce de 1792 rematada con famas y angelotes de madera pintada imitando mármol de José Sanz y un medallón con el anagrama de la Virgen.

#### Capilla de San Juan Bautista
En el ángulo suroriental del templo, la primera capilla a la derecha conforme se entra por la puerta baja que da a la Plaza de las Catedrales, fue mandada construir por el arzobispo Tomás Crespo de Agüero, que yace en un nicho situado en el muro derecho de esta. Está cubierta con una cúpula con linterna sobre pechinas, todo decorado en 1743 en estilo tardobarroco boloñés con frescos geométricos, figuras alegóricas de las virtudes teologales y el escudo de armas del arzobispo. Destaca el retablo de San Juan Bautista tallado en madera con una manera que anticipa el rococó. La imagen del santo data de hacia 1700 y está atribuida a Gregorio de Mesa. En los muros laterales hay dos grandes lienzos. A la derecha Predicación del Bautista en el Jordán, de Pablo Félix Rabiella y Sánchez, y a la izquierda una Visitación, posiblemente de Jerónimo Lorieri. Importante devoción popular recibe un cristo bajo dosel dispuesto en el ángulo derecho, el Santo Cristo del Pilar, de estilo barroco andaluz del siglo XVII.

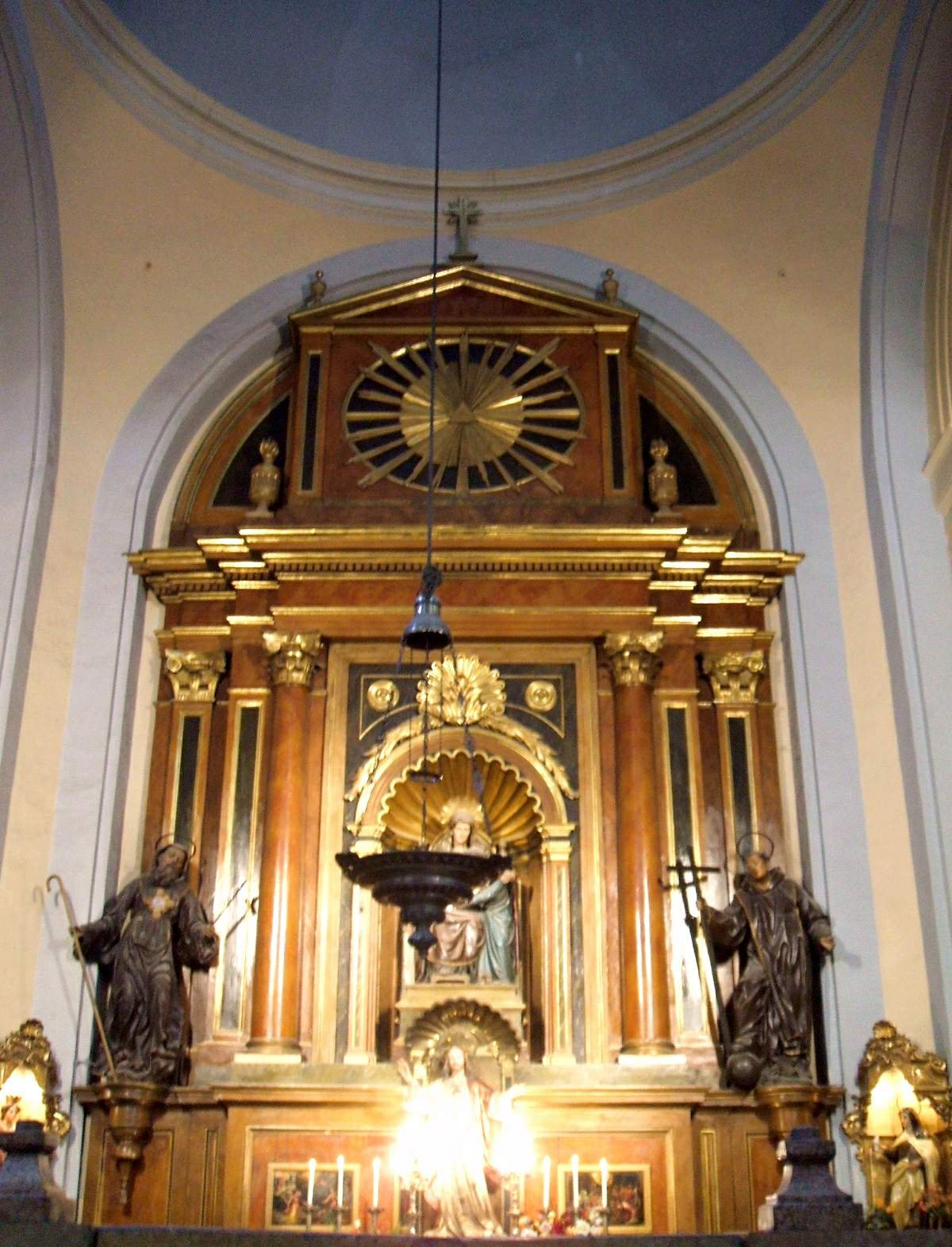
Capilla de Santa Ana

#### Capilla de Santa Ana
Contiene un retablo de la segunda mitad del XIX en madera imitando jaspes. El grupo principal es Santa Ana con la Virgen de Antonio Palao y Marco (1852) y a sus costados hay estatuas de San Juan de Dios —derecha— y San Francisco de Paula —izquierda—, tallas del barroco tardío dieciochesco. En la predela se añadieron tres tablas de la segunda mitad del siglo XVI, unaAnunciación, una posible Adoración de los Magos y el Nacimiento de Cristo. Al lado derecho de la capilla hay un monumento funerario con esculturas de Ponciano Ponzano y Gascón al general Manuel de Ena, muerto en 1851 en la guerra de Cuba, que fue sufragado por sus compañeros de armas. A la izquierda se encuentran dos tablas de San Vicente y San Valero de Roland de Mois.

#### Capilla de San José

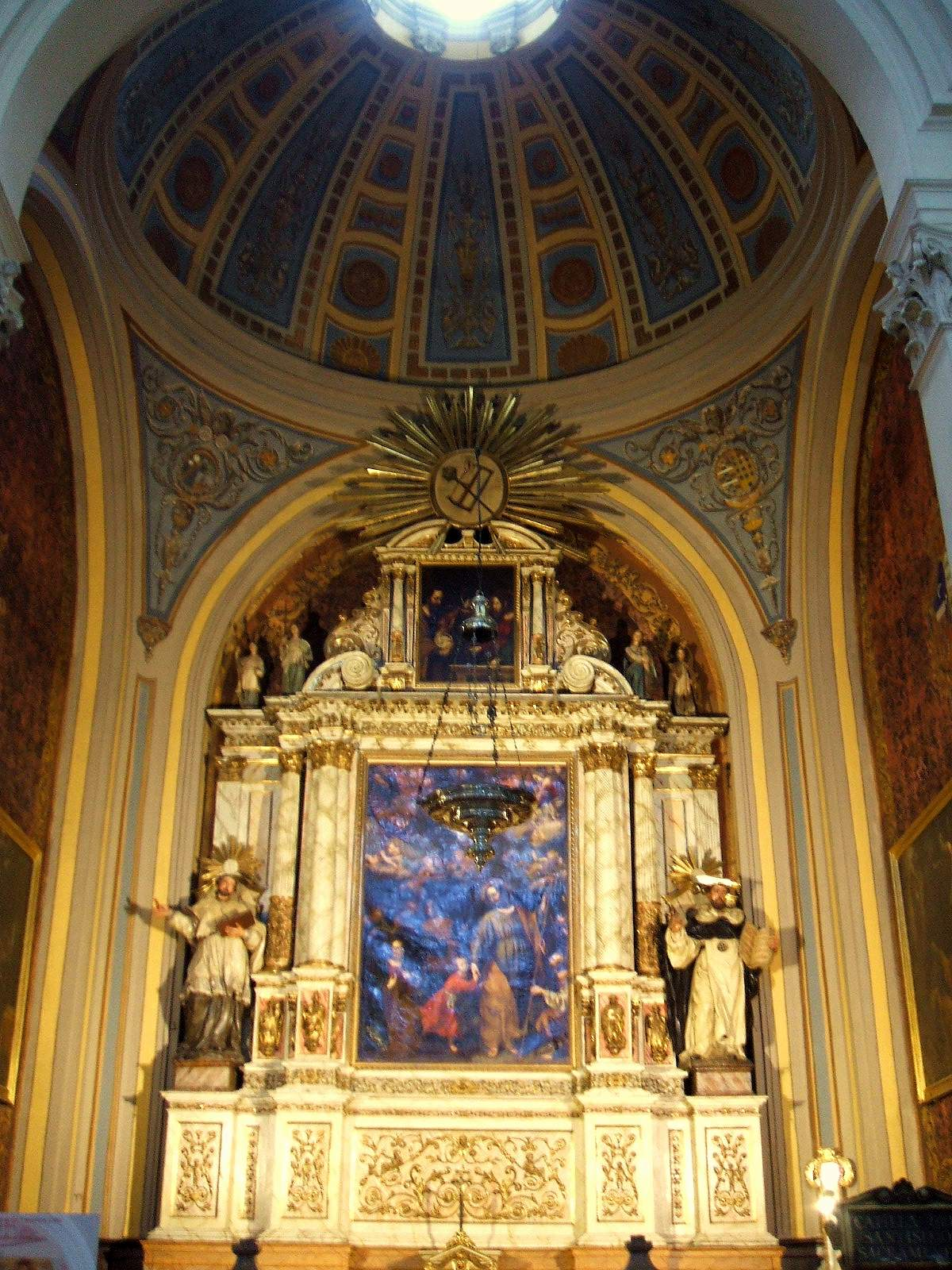
Capilla de San José

Incluye un retablo barroco de la primera mitad del siglo XVII, reformado posteriormente con añadidos neoclásicos y academicistas en los siglos XVIII y XIX, que muestra esculturas de un seguidor de José Ramírez de Arellano. En los muros laterales cuelgan lienzos del siglo XVII y en el ángulo de la derecha un grabado de Nicolás Grimaldi hecho en Roma en 1720.

#### Sacristía Mayor
En el centro del lado que da la plaza se sitúa la Sacristía Mayor, que no está abierta al público. Guarda orfebrería datada desde el siglo XV que incluye bustos de Santa Ana, Santiago y Santa Úrsula, San Joaquín con la Virgen, San José con el Niño Jesús, Santiago Peregrino o Santa Dorotea. También alberga tapices y muebles del siglo XVI, tablas renacentistas atribuidas a Juan de Juanes, lienzos barrocos, relicarios y otros enseres de valor.

#### Capilla de San Antonio de Padua

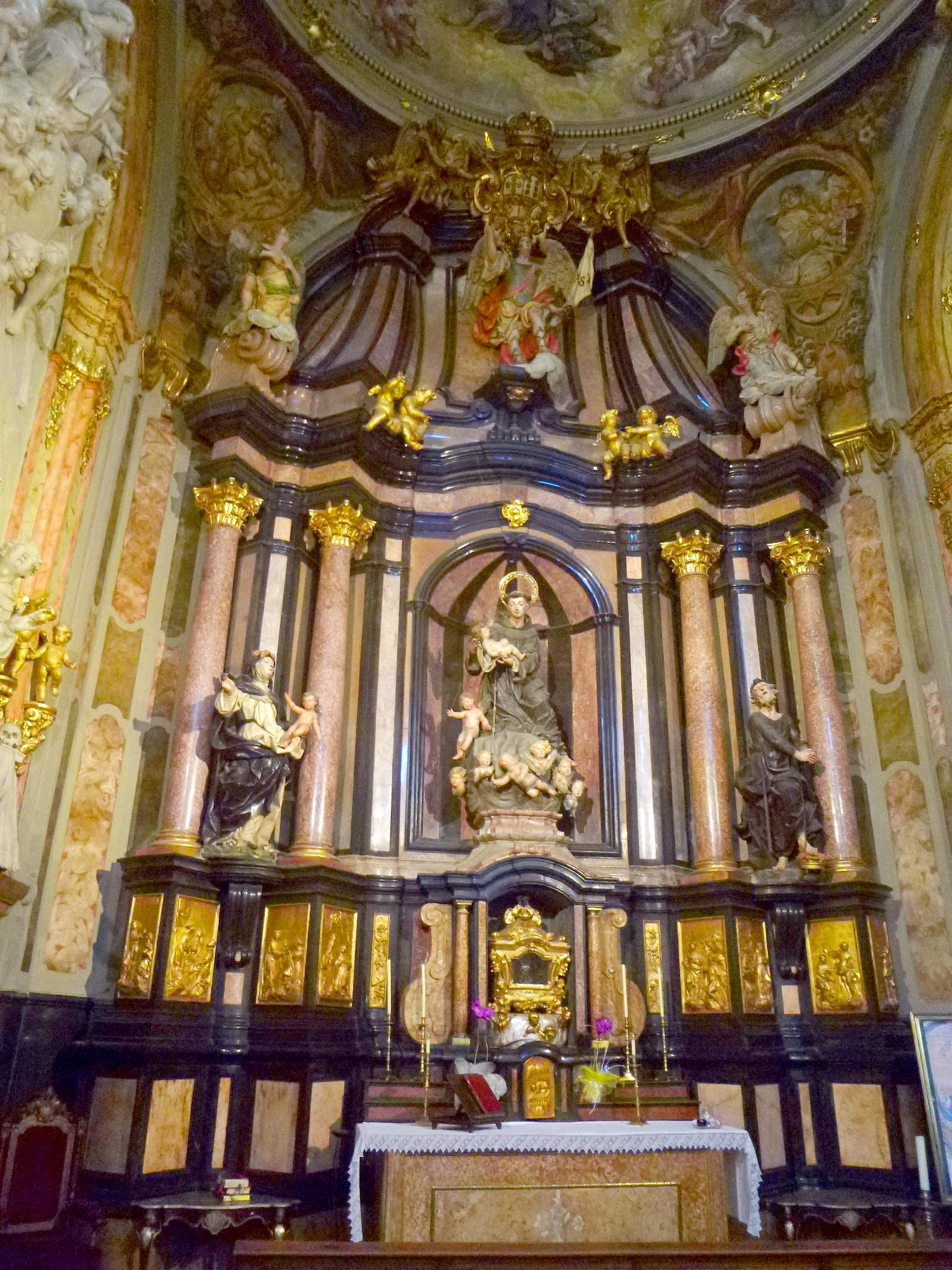
Capilla de San Antonio de Padua

A este santo portugués se le rinde culto en el Pilar desde el siglo XIV. Esta capilla, de 1713, fue una de las primeras en construirse y pertenece a los Moncada, titulares del Marquesado de Aitona, tras serle cedida por el cabildo por su contribución económica a la edificación del nuevo templo barroco. En 1755 fue decorada por José Ramírez de Arellano y su taller, con la construcción de un nuevo retablo, y por José Luzán, que pintó la cúpula al fresco con el tema Glorificación de San Antonio de Padua. Se trata de una de las más hermosas del templo, según Federico Torralba.
El retablo del altar, fabricado en mármol negro y jaspes que van desde el ocre claro a los tonos tierra, y con dorados en los capiteles de las columnas y en la predela, produce una de las arquitecturas de retablo más interesantes de la región, que desde la mitad del siglo XVIII, reprodujo esta combinación de materiales y cromatismo. Adopta modos del barroco romano borrominesco, con el juego sinuoso de columnas, intercolumnios, cornisas y entablamentos. Las esculturas del santo titular con un Niño Jesús en brazos en el centro, las de Santa Rosa de Lima y San Guillermo situadas entre las monumentales columnas corintias, el San Miguel del ático y los grupos de ángeles, están realizados por Ramírez de Arellano en madera policromada. En los muros laterales este mismo escultor realizó en yesería estucada de imitación de mármol una Aparición de la Virgen a San Antonio y el Tránsito del mismo santo.

#### Capilla de San Braulio
Fue decorada por el arquitecto Manuel Inclán Valdés y los escultores Ramón Subirat y Codorniu —decoración y pintura de las pechinas— y Salvador Páramo —imagen del santo— en la segunda mitad del siglo XIX. No es obra de gran mérito, consistente en un retablo neobarroco cuya hornacina cobija la imagen del arzobispo San Braulio.

#### Capilla del Rosario

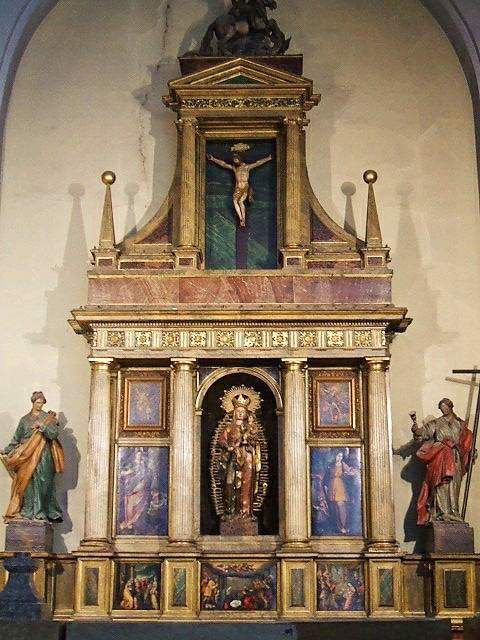
Retablo de la Capilla del Rosario

Acoge un retablo herreriano de madera de circa 1601; en el nicho central se encuentra una escultura de la Virgen del Rosario, un Cristo en la cruz en el ático y un grupo con San Jorge a caballo rematando el altar. A ambos flancos del retablo, sobre una extensión del banco, se yerguen dos personificaciones de la Fe y la Esperanza, obras muy notables de Carlos Salas Viraseca de hacia 1775. En las calles laterales y el banco del retablo hay tablas manieristas con escenas del Nacimiento, Visitación, Santa Catalina y otros mártires, y dos lienzos reutilizados de más avanzado el siglo XVII de San Miguel y San Gabriel.
En los muros laterales hay cuatro tablas renacentistas de Roland de Mois procedentes de un desmantelado retablo, que formaban conjunto con los cuadros de la pared izquierda de la mencionada capilla de Santa Ana: San Vicente, San Braulio, Dormición de la Virgen y Alegoría de Cristo con la Sagrada Familia, todos ellos pintados hacia 1580.
A continuación el recorrido de las capillas se interrumpe, pues el espacio central de los pies del templo entre los contrafuertes, en el lado oeste, y bajo el Coro Mayor, lo ocupa un espacio cerrado al público general: la Sala Capitular. La siguiente capilla, cerca del ángulo noroccidental del templo, donde se encuentra la torre desde la que se pueden contemplar vistas aéreas de Zaragoza, es la que ejerce de parroquia cotidiana para el culto no extraordinario. Se trata de la Capilla de San Agustín, conocida como Parroquia del Pilar.

#### Capilla de San Agustín o Parroquia del Pilar
El altar está presidido por un retablo de San Agustín de madera estofada de alrededor de 1725 de estilo barroco tardío. Las esculturas son de buena factura: Aparición de la Virgen del Rosario a Santo Domingo de Guzmán con Santa Catalina y Santa María Magdalena, de iconografía poco habitual, San Judas Tadeo con la verónica y San Matías, que han sido atribuidas a Juan Ramírez de Mejandre. La imagen del titular, San Agustín, es de peor factura.

#### Capilla de San Pedro Arbués
En la clave del arco de ingreso a la capilla figura el blasón del Cabildo Metropolitano de Zaragoza, al que perteneció el inquisidor Pedro Arbués, asesinado en La Seo y canonizado posteriormente como mártir de la iglesia católica. La capilla contiene un retablo del siglo XIX con relieve de madera estucada imitando mármol, de Antonio Palao: San Pedro Arbués en Gloria (1873) así como la imagen procesional del Santísimo Cristo de la Expiración en el misterio de la Séptima Palabra de Juan Manuel Miñarro López, que pertenece a la Cofradía de las Siete Palabras y de San Juan Evangelista y que procesiona con esta las mañanas de Viernes Santo desde 2014.

#### Capilla de San Lorenzo
Otra de las capillas que contiene elementos de la fábrica original barroca inaugurada en 1718, como los tiene la de San Antonio de Padua. De esa época se conserva el fresco de la cúpula, una Subida de San Lorenzo a la Gloria portado por ángeles, dinámica composición barroca de 1717 de Francisco del Plano, y el arrimadero o zócalo de azulejos valencianos. En los laterales, otros dos lienzos del mismo pintor: San Lorenzo ante el emperador Valeriano y El martirio de San Lorenzo, de la misma época. Destacan la expresividad en los gestos y la técnica de pincelada suelta.
El altar es obra posterior, y fue diseñado por Ventura Rodríguez en 1780 y ejecutado por Juan Bautista Pirlet —cantería de jaspes y mármoles— y Juan Fita —escultura—, que cinceló en estilo académico neoclasicista el mediorrelieve de la escena central, Subida de San Lorenzo a los cielos, y la escena de la predela, Matanza del papa Sixto II y sus diáconos por las tropas de Valeriano.
Siguiendo este recorrido, seguiría el espacio dedicado al Museo Pilarista que será comentado en último lugar.

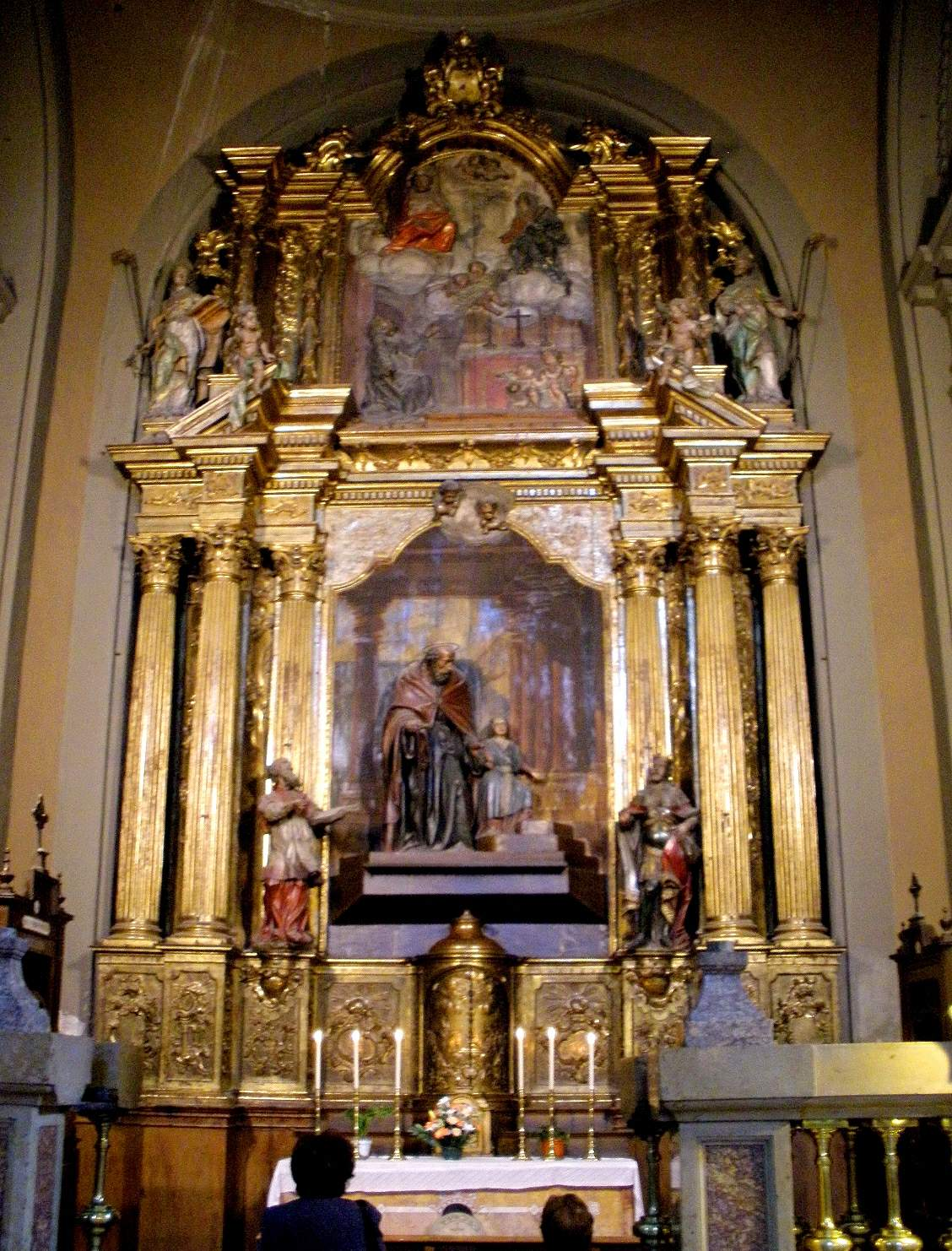
Retablo de la Capilla de San Joaquín

#### Capilla de San Joaquín
Su altar está conformado por un retablo de madera sobredorada clasicista de alrededor de 1770 procedente de un convento de Tauste. En 1852 se incorporó en su camarín central un San Joaquín con la Virgen Niña de Antonio Palao ante una perspectiva pintada por Mariano Pescador. Al lado del evangelio se halla el sepulcro del primer duque de Montemar José Carrillo de Albornoz, muerto en 1747 y héroe de las campañas dieciochescas en Italia, concretamente en la batalla de Vitonto, por la que la Monarquía Hispánica recuperó el reino de Nápoles.

#### Sacristía de la Virgen
Fue construida en 1754 por iniciativa del arzobispo Francisco Ignacio de Añoa y Busto sobre diseños de Ventura Rodríguez. Es un espacio cerrado por muros al que se accede mediante un pórtico de mármol negro y jaspes ocres a terrosos rematado en frontis triangular y con puertas de nogal talladas con un relieve en el que se muestra el blasón del arzobispo promotor de la obra por Ramírez de Arellano.
La sala, de gran suntuosidad, decorada con escultura del mismo José Ramírez y pinturas de Joaquín Inza, es de planta rectangular, casi cuadrada. Notables son el pavimento, taraceado en mármoles, y cuatro puertas labradas con estampas marianas. Destacan asimismo los armarios de nogal que hasta finales del siglo XX custodiaron las «Joyas de la Virgen», actualmente en el Museo del Pilar.
En el interior de dos recargadas urnas rococó y sobre sendas a modo de bandejas, se contemplan dos cabezas degolladas policromadas de San Pablo y San Pedro muy efectistas atribuidas también a Ramírez de Arellano.

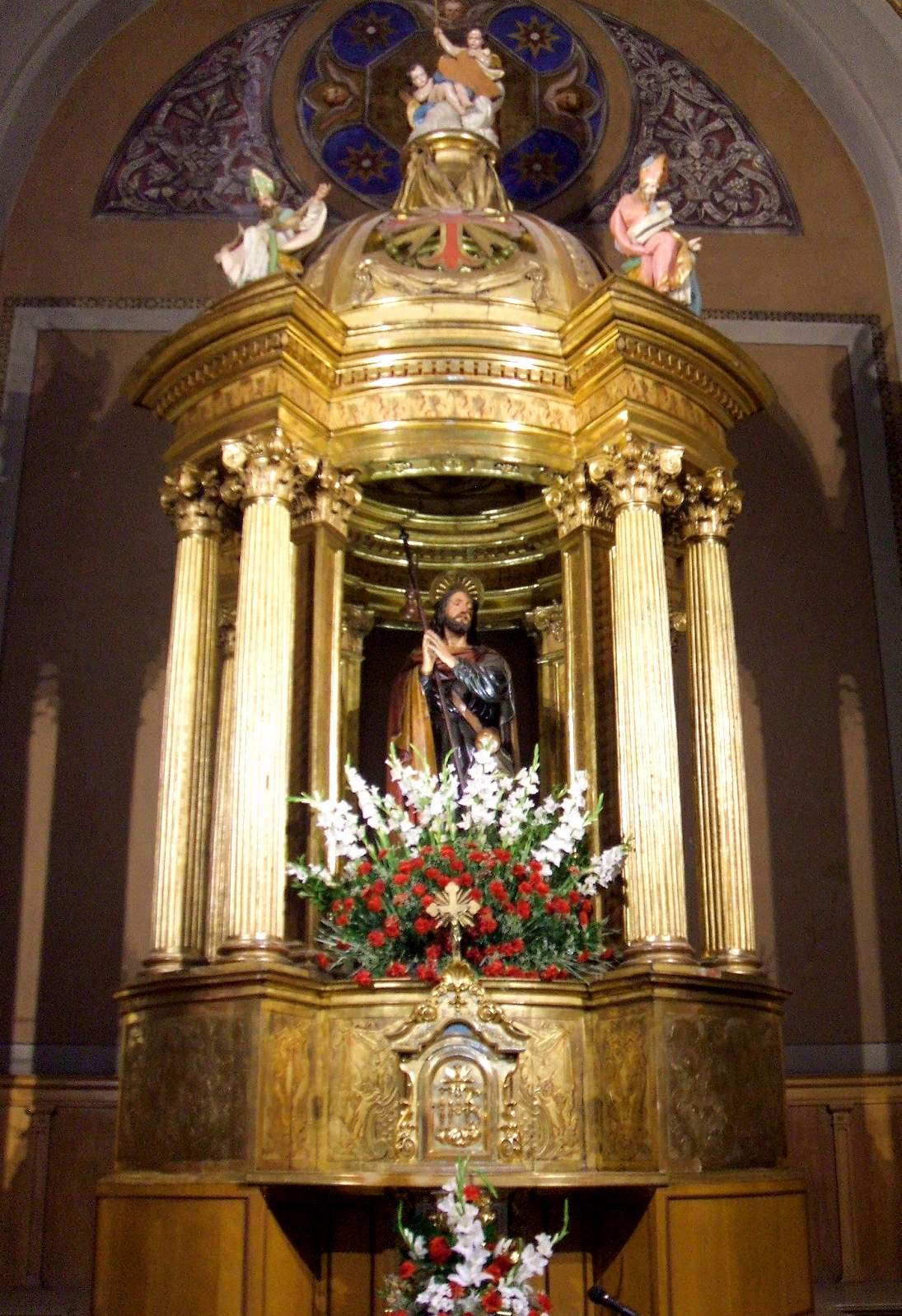
Retablo de la Capilla de Santiago

#### Capilla de Santiago o de la Comunión
Aloja un templete circular procedente de la Cartuja de las Fuentes de Lanaja (Huesca) ejecutado por Carlos Salas Viraseca. Su arquitectura es barroca clasicista y se cubre con una cúpula calada, como sucede en la Santa Capilla. Aunque estuvo decorado con veinte imágenes, solo quedan cuatro esculturas sedentes de los Padres de la Iglesia policromadas. La estatua de Santiago titular se debe a Antonio Palao, escultor de mediados del siglo XIX, al igual que las cuatro imágenes exentas de los ángulos del pequeño baldaquino.

### Museo del Pilar
En la que fue hasta 1977 sala de oración de la Basílica, se muestran obras de valor artístico y emocional relacionadas con el culto a la Virgen del Pilar. Destacan los mantos que cubren la columna hasta los pies de la Virgen, de los que se posee una cuantiosa colección con telas de gran antigüedad y valor. Se guardan, del mismo modo, las coronas que adornan la imagen de Nuestra Señora del Pilar, una de ellas, la de la coronación canónica de 1905, de oro y piedras preciosas. También se muestran en este espacio las joyas de la Virgen, orfebrería de lujo cuyos ejemplares más antiguos, algunos zarcillos, datan del siglo XVII. Se pueden contemplar también esmaltes de Limoges, medallas de la Virgen e incluso un toro de plata regalado por el legendario torero Francisco Cúchares a la Virgen en 1839. Objetos litúrgicos (cálices, anillos pastorales) completan la colección.
Los muros exponen la mayoría de los bocetos que fueron entregados por los autores de las pinturas al fresco de cúpulas, bóvedas y muros. Pero sin duda las piezas centrales del tesoro pilarista son un Libro de horas del siglo XIII, una cajita de marfil árabe del mismo siglo, una carta autógrafa de Santa Teresa de Jesús y, fundamentalmente, el Olifante de Gastón IV de Bearn. Se trata de un cuerno de caza de marfil tallado de comienzos del siglo XII que donó al templo en 1135 la viuda del adalid de la conquista de Zaragoza, doña Talesa de Aragón, como contribución a la nueva iglesia cristiana poco después de ser reconquistada Saraqusta. Finalmente, en el centro de la sala, está situada la maqueta en madera de la Santa Capilla que hizo Ventura Rodríguez en 1754 para que sirviera como modelo del templete.

## La música en el Pilar

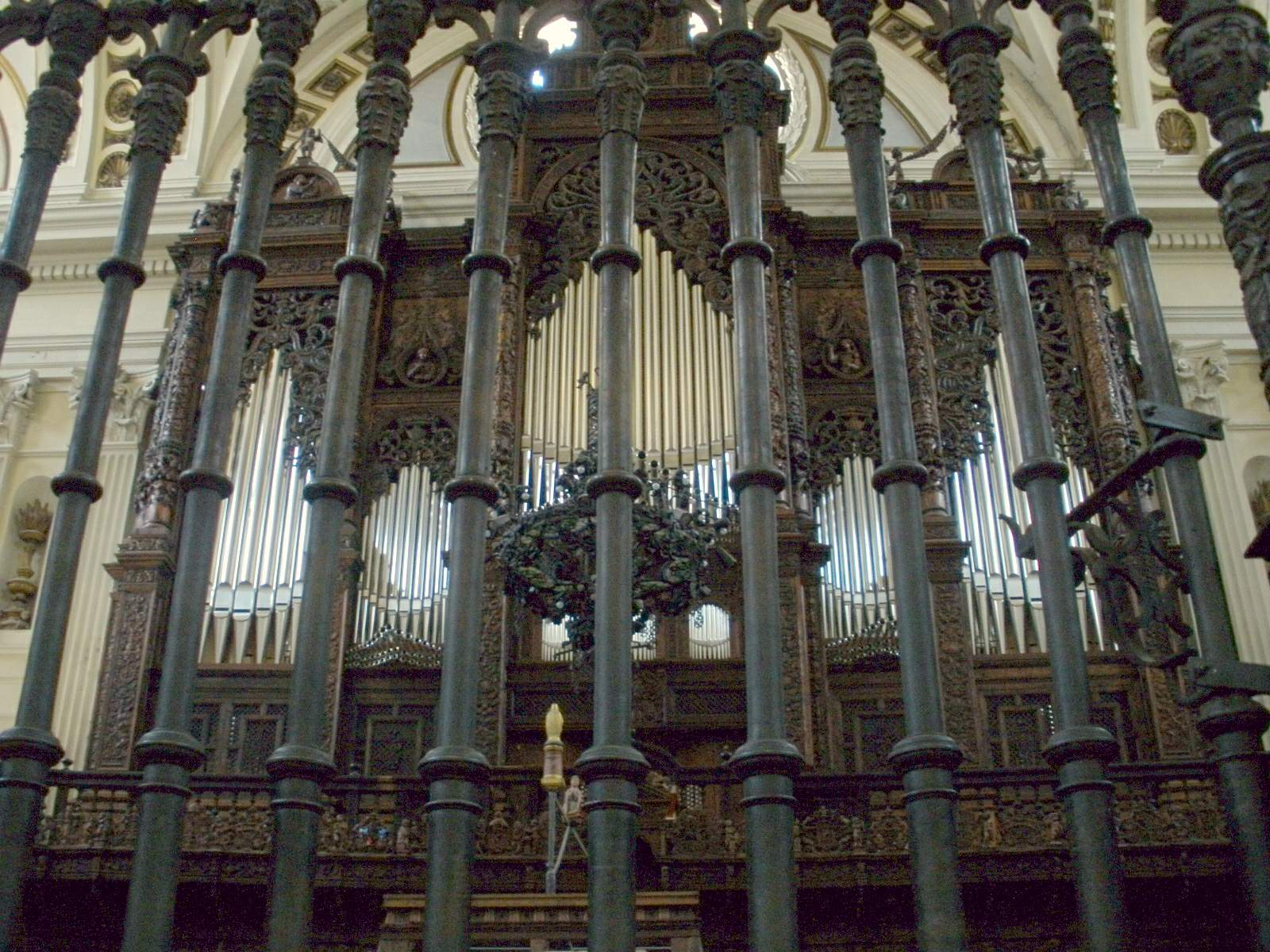
Rejería y órgano del coro

El primer órgano, hasta donde se sabe, fue construido en 1463 por Enrique de Colonia. En 1537 construye uno nuevo Martín de Córdoba con la intención de poder competir con el de la Seo.
Guillermo de Lupe y su hijo Gaudioso reestructuran el órgano mayor entre 1595 y 1602, siguiendo a la reforma que Guillermo había hecho del de la catedral del Salvador en 1577.
En 1657 se sabe que hay varios órganos en la iglesia, quizá cinco de diversos tamaños y posibilidades. La actividad musical es, por tanto, rica y variada durante el Siglo de Oro, pero comenzará a decaer a finales del siglo XVIII.
Desde la Edad Media un músico (ministril) acompañaba con el bajón las voces de la capella de músicos cantores. La existencia de polifonía instrumental se documenta desde mediado el siglo XVI en que aparece la polifonía instrumental, con músicos que interpretan al «tenor» y «contrabajón». En el último cuarto de este siglo, formando ya una orquesta de ministriles, acuerdan trabajar para el Concejo Metropolitano de Zaragoza, la Diputación del Reino de Aragón y la iglesia de Santa María la Mayor, predecesora de la Basílica catedral. El archivo musical del Pilar está reunido con el de La Seo, y reúne una cantidad ingente de producción musical desde la Edad Moderna hasta nuestros días.
Entre los más importantes directores de la actividad musical de la Basílica del Pilar destacan los siguientes maestros de capilla y organistas:

### Maestros de capilla
- Siglo XVI. Juan García de Basurto, Melchor Robledo, Antón Vergara, Cristóbal Cortés, Juan Pujol.
- Siglo XVII. Urbán de Vargas, Juan Marqués, José Ruiz Samaniego, José Alonso Torices, Juan Pérez Roldán, Diego de Cáseda y Zaldívar, Jerónimo Latorre, Miguel Ambiela.
- Siglo XVIII. Joaquín Martínez de la Roca, Luis Serra, Bernardo Miralles, Cayetano Echevarría, Joaquín Lázaro, Manuel Álvarez, José Gil de Palomar, Vicente Fernández.
- Siglo XIX. Hilario Prádanos, Antonio Félix Lozano González, Francisco Agüeras.
- Siglo XX. Gregorio Arciniega, Juan Azagra Vicente, José Vicente González Valle.

### Organistas
- Siglo XVI. Mosén Montaña, Pedro Ricardo, Martín Monje, Juan Marco.
- Siglo XVII. Pedro Blasco, Juan Luis Lope, José Muniesa, Diego Xaraba y Bruna, Jerónimo Latorre, Joaquín Martínez de la Roca.
- Siglo XVIII. Tomás Soriano, Ramón Cuéllar.
- Siglo XIX. Ramón Ferreñac, Valentín Melón.
- Siglo XX. Pedro León Andía Labarta,[12] Francisco Agüeras, Gregorio Garcés Til.